# Тіціан
Тіціа́н Вече́лліо (італ. Tiziano; близько 1480–1485, П'єве-ді-Кадоре — 27 серпня 1576, Венеція) — італійський живописець епохи Високого та Пізнього Відродження, головний представник венеційської школи живопису. Мав великий вплив на творчість митців різних країн і епох.
Навчався у Венеції в Джованні Белліні, в майстерні якого близько зійшовся з Джорджоне, працював у Венеції, а також у Падуї, Ферарі, Мантуї та Римі. Тісно пов'язаний з венеційськими художніми колами, видатний майстер венеційської школи живопису — Тіціан втілив у своєму творчому житті гуманістичні ідеали Відродження. Його мистецтво відрізняється багатогранністю, широтою захвату дійсності, глибоким розкриттям драматичних сторін психіки людини, її внутрішніх конфліктів. Після знайомства з роботами Мікеланджело та Рафаеля художник почав розробляти самостійний стиль. Але це було обране запозичення ідей, бо як індивідуальність Тіціан-художник вже існував.

## Біографія

### Походження
Художник походить з невеликого містечка П'єве ді Кадоре, що поблизу Венеції. В родині було п'ятеро дітей, Тіціан — друга дитина нотаріуса Грегоріо Вечелліо.

### Навчання
Батько направив хлопця у Венецію на навчання до майстра мозаїк Себастьяно Дзукатто. Той робив декілька мозаїк для головного храму Венеції — собору Св. Марка. Непосидючій Тіціан перейшов від мозаїста до художника Джентіле Белліні, а потім до його молодшого брата Джованні, талант якого був найбільшим серед Белліні. Термін навчання у Джованні невідомий, як і багато чого з ранішнього періоду життя Тіціана. А сам він більше приховував, ніж відкривав.
Збереглися дуже мало ранніх творів Тіціана. Один із них — «Свята Родина на шляху до Єгипту» (Ермітаж, Петербург). Марія з немовлям на віслюку, Йосип іде пішки, навкруги — лісова галявина з птахами і звірами, пастух-вівчар, трава-мурава. 

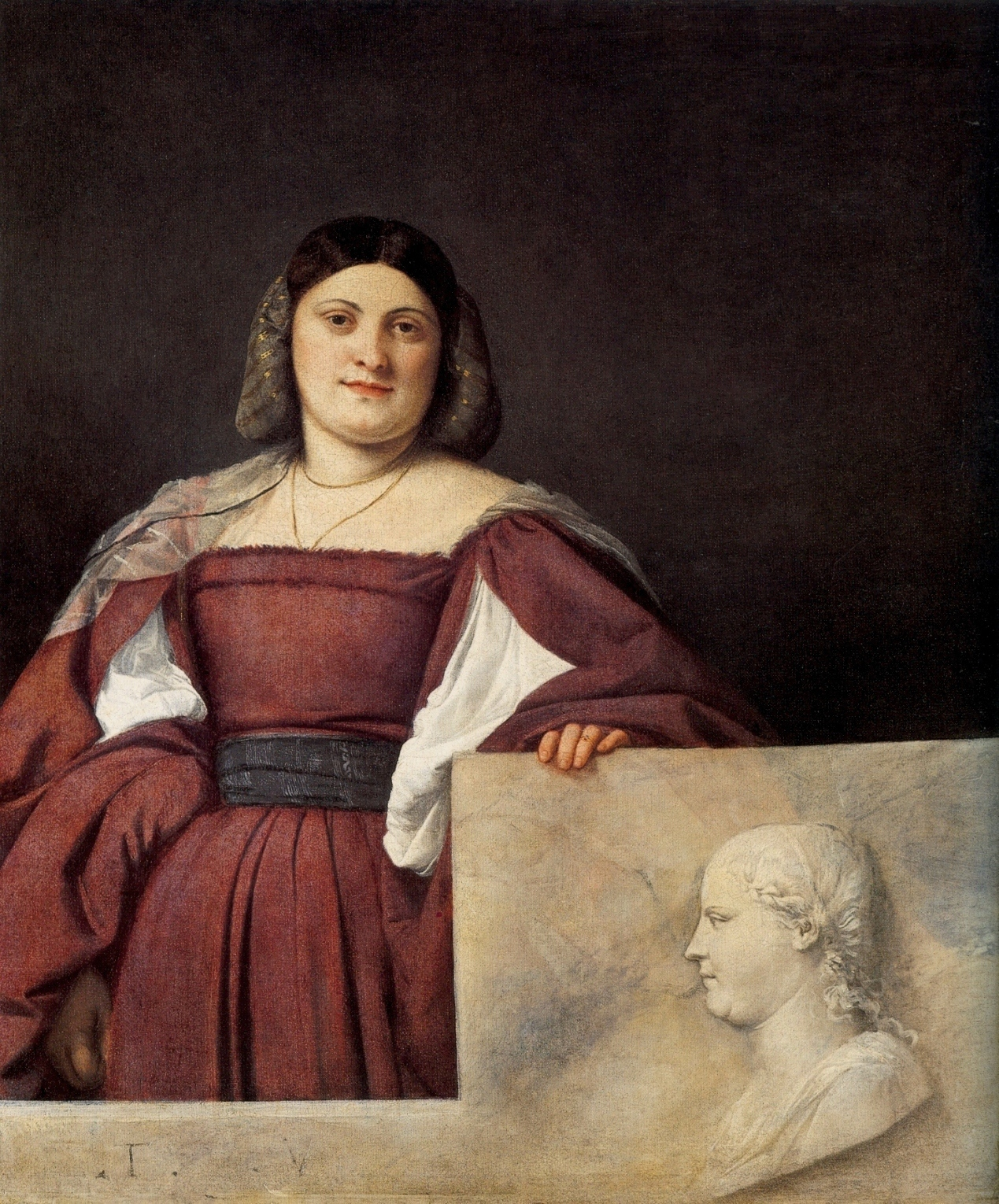
La Schiavona (Слов'янка (картина)), Національна галерея (Лондон)
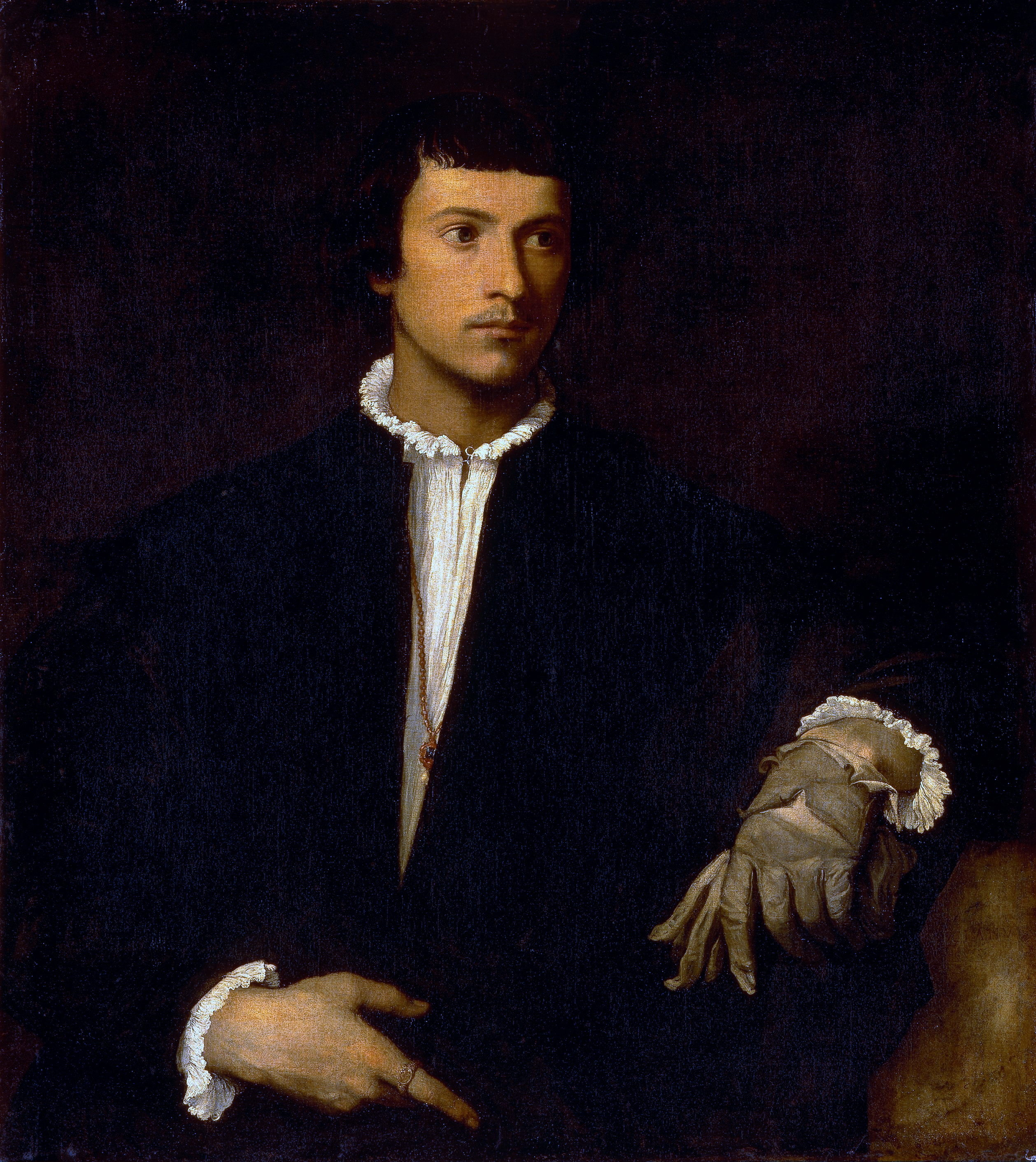
«Юнак з рукавичками», бл. 1523 р., Лувр, Париж
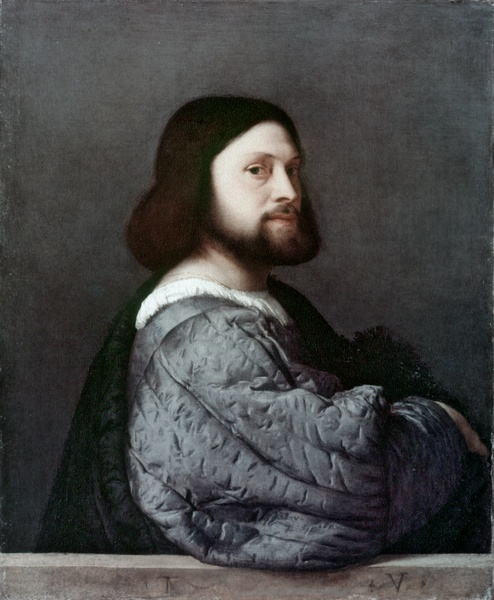
«Лодовіко Аріосто» (?), Національна галерея (Лондон)
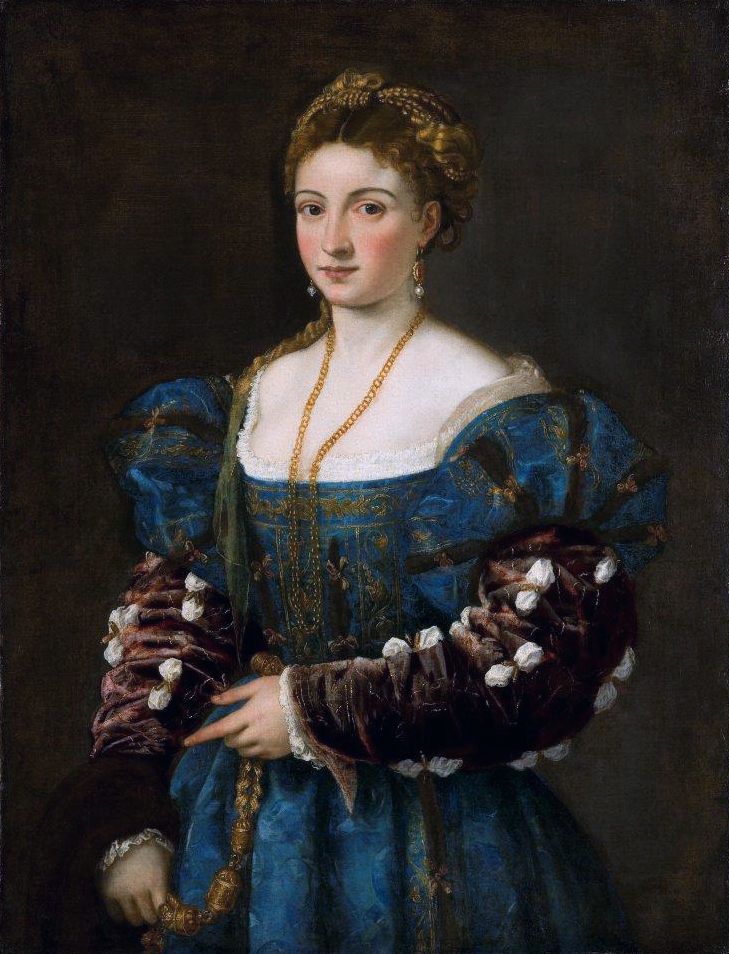
«La Bella (Красуня)». Палаццо Пітті, Флоренція
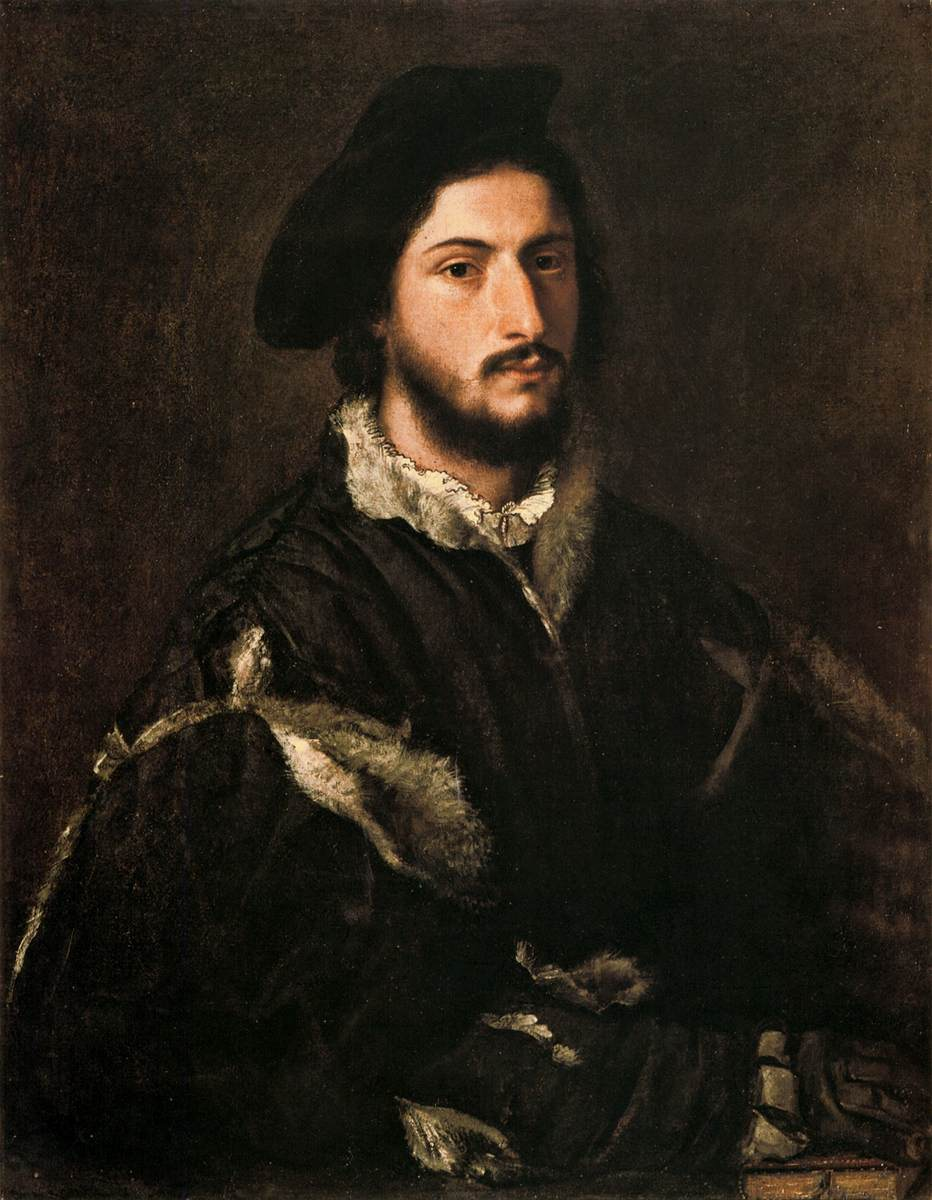
«Вінченцо Мості». Палаццо Пітті, Флоренція
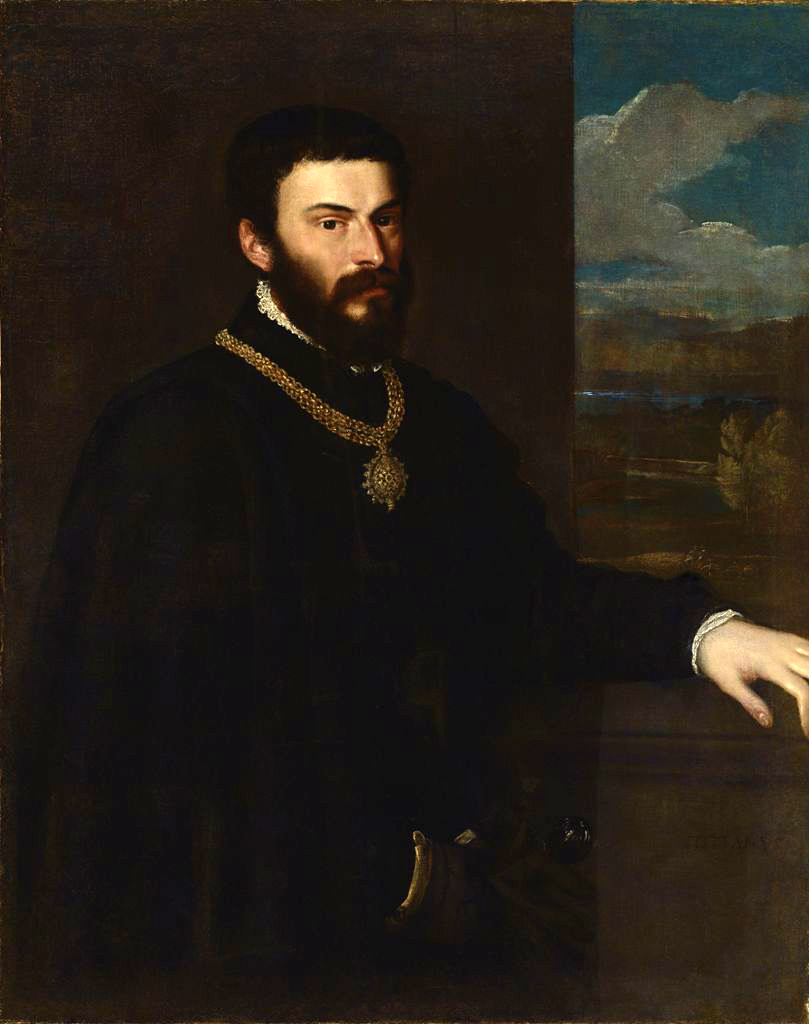
Портрет графа Антоніо Порциа.

### Тіціан і Джорджоне
У майстерні Белліні, ймовірно, познайомився і з художником Джорджоне. Рік народження Джорджоне теж невідомий. Якщо він народився близько 1478 р., то вони не дуже відрізнялись за віком. Але вродливий і талановитий Джорджоне затуляв селюка Тіціана, і той це гостро на собі відчував. Може тоді й народилися аналітичність, пошуки нового, запозичення чужих знахідок та їх удосконалення, аби вирватись уперед, здатність дочекатися свого зіркового часу і разом продемонструвати свої якості, свої переваги, що було притаманне Тіціану дорослому.
Не схоже й на те, що Тіціан був учнем у Джорджоне. Роки роботи пліч-о-пліч з Джорджоне (1508–1510), обом за 30… Звичайно, занадто талановитий і шляхетний Джорджоне рано пізнав успіх і визнання. Тіціану цього бракувало. Швидше, вони працювали разом, але Тіціан був помічником і «другою скрипкою» в їхньому дуеті. Це, начебто, й підтверджують роботи обох над фресками в Фондако деї Тедескі (Німецькому подвір'ї), адже торговельна імперія Венеція шанувала зв'язок з Німеччиною.(Фрески зіпсувалися у вологому кліматі Венеції, в музей перенесли жалюгідні залишки). Фреска взагалі, як техніка живопису, не прижилася у вологому кліматі Венеції. Згодом тут панував масляний живопис.
Щастя одного базується на нещасті другого. Здається, Тіціан відчув це на собі. Молодий і успішний Джорджоне помер восени 1510 року. Тіціан сидів у його майстерні й дивився на незавершені картини померлого. Наставав зірковий час Тіціана, і він почав стрімко виходити з тіні Джорджоне.

### Венеразаснула

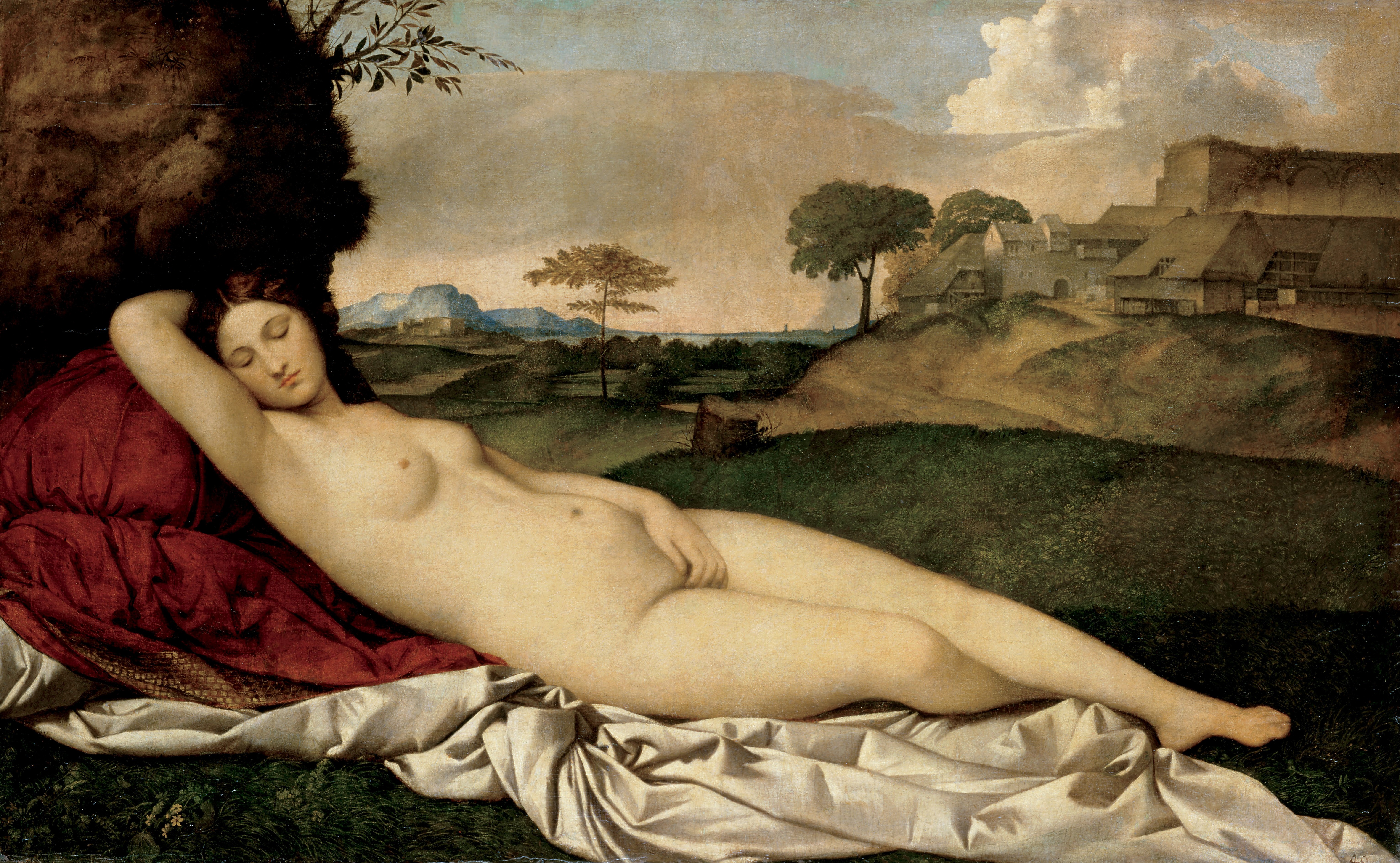
Джорджоне, «Венера заснула», дописана Тіціаном

Це один з найцікавіших творів світового мистецтва. У Венеції була давня традиція зображень оголеного жіночого тіла. До теми звертались і Джованні Белліні, і Пальма Веккіо, і Лоренцо Лотто, і інші. Джорджоне переміг всіх, бо створив міф, мрію, прекрасну і недосяжну. Його Венера цнотлива і доросла, реальна, та якась нетутешня водночас.
Аби ніхто не плутав його Венеру з реальною жінкою, Джорджоне намалював поряд маленького Амура, майже атрибут Венери, богині кохання. Вважають, що саме Тіціан прибрав малюка і дописав пейзаж на картині. Первинна композиція проступає на рентгенівських знімках. Але ніхто не піде на повернення цього варіанту. Адже в полотні тепер (без Амура) ніщо не відволікає від самої богині.

### Тіціан і Венеція

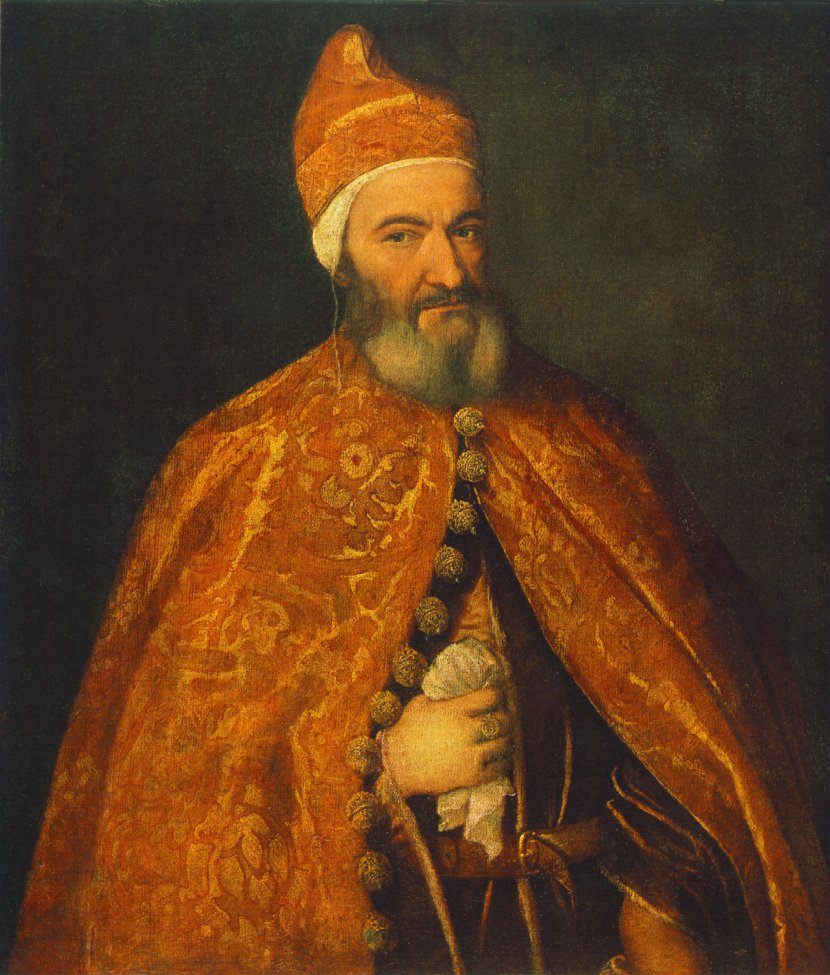
Худ. Тіціан, «Дож Маркантоніо Тревізані», 1553 р. Музей образотворчих мистецтв (Будапешт)

Тіціан почав пошуки свого місця у світі й у Венеції. Джорджоне перестав бути суперником, але конкурентів не поменшало. Амбітний Тіціан забажав місце маклера в Фондако деї Тедескі і посаду офіційного художника Венеції.
Але цю посаду займав учитель — Джованні Белліні. Назрівав скандал… Тіціан не виявляв до колишнього вчителя ні поваги, ні подяки.
Жага успіху навернула Тіціана до малих князівських дворів. Він трохи попрацював у Падуї, Феррарі, мав замовлення з Мантуї. Після смерті Джованні Белліні у 1516 році, Тіціан зрозумів, що досягне успіху тільки у Венеції. 1517 року він став офіційним художником Венеційської Республіки. Тіціан тепер малював дожів Венеції, як перший художник столиці Адріатики.

### Тіціан портретист

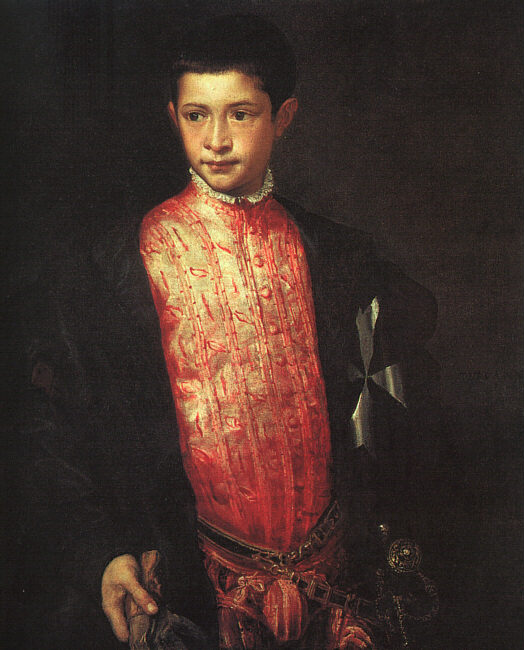
Портрет Раннучо Фарнезе, Вашингтон.

Він брався писати портрети і добре це робив. Здається, Тіціан сам отримував задоволення від спостережень за першою неголеною бородою (Вінчєнцо Мості, Палаццо Пітті, Флоренція), рухливим підлітком (Раннучо Фарнезе, Вашінгтон), за розкішними шатами дівчини «Красуня» (Палаццо Пітті).
Але авантюрний майстер робив і сумнівні речі. Портрет короля Франції Франциска І він малював по медалі, яку привезли Тіціану. Тому й король тільки у профіль, бо не позував майстру. Пристаркувата Ізабелла д'Есте надіслала йому малюнок 20-річної давнини, бо бажала бачити себе на портреті Тіціана молодою. І він зобразив її такою. Зовсім не можна довіряти портрету Ізабелли Португальської. Вона померла, а митцю замовили портрет. Він і зробив жінку-мрію, жінку ідеал, жінку фантом, яку ніколи сам не бачив.
Шедеври Тіціана (Іпполіто Рімінальді, Палаццо Пітті). Кого тільки не вбачають в ньому: і молодого англійця, і юриста, і навіть Гамлета.
Замовником у Тіціана став навіть король Карл V. Він мав фізичні вади: не міг повністю закрити рота і текла слина. Лише один сміливий нідерландець насмілився таким відтворити і самого короля. Тіціан дипломатично зупинився на межі неможливого: він закрив рота королю на портреті, використовуючи роботу австрійського портретиста Якоба Зайзенеггера.

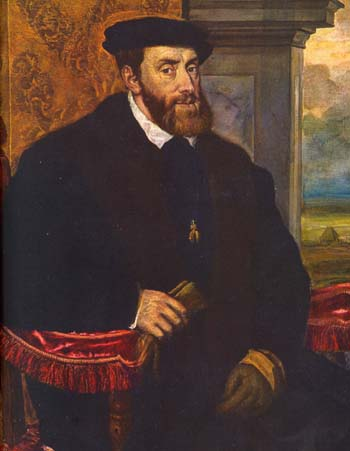
Імператор Карл V, фрагмент
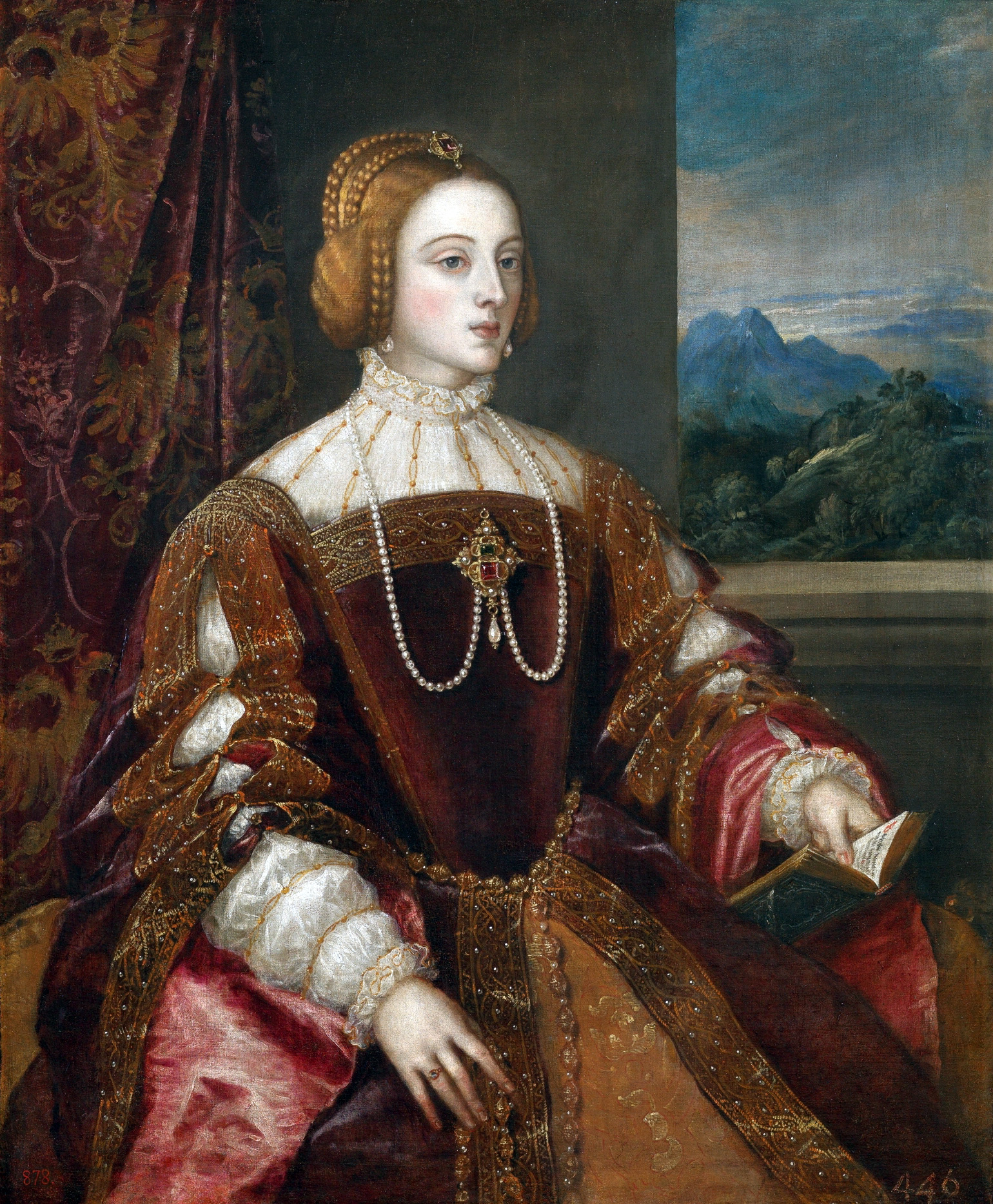
«Ізабелла Португальська», Прадо, Мадрид.
«Портрет Ізабелли д'Есте», 1534–1536. Музей історії мистецтв, Відень
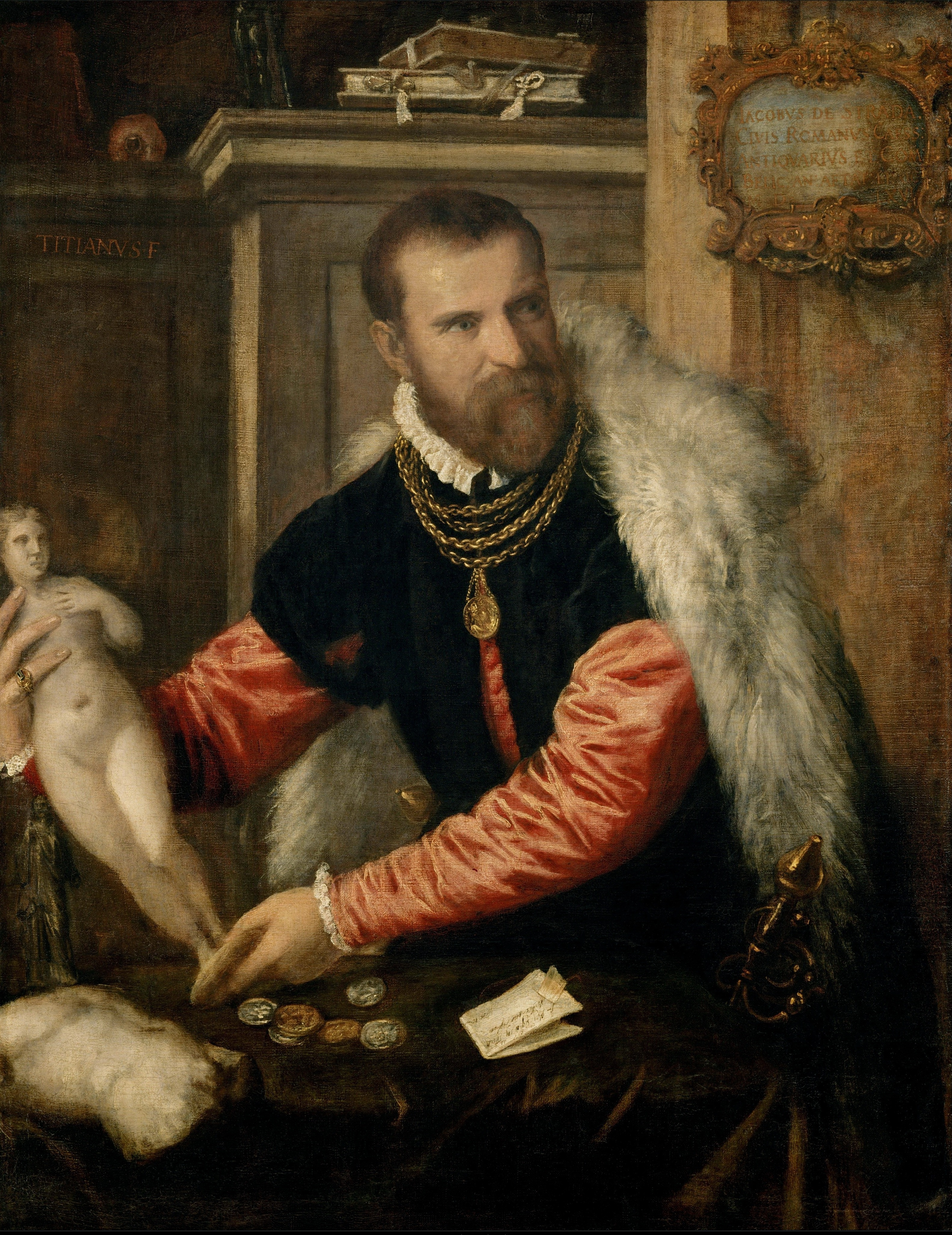
«Портрет Якопо Стради», 1566–1567. Музей історії мистецтв, Відень
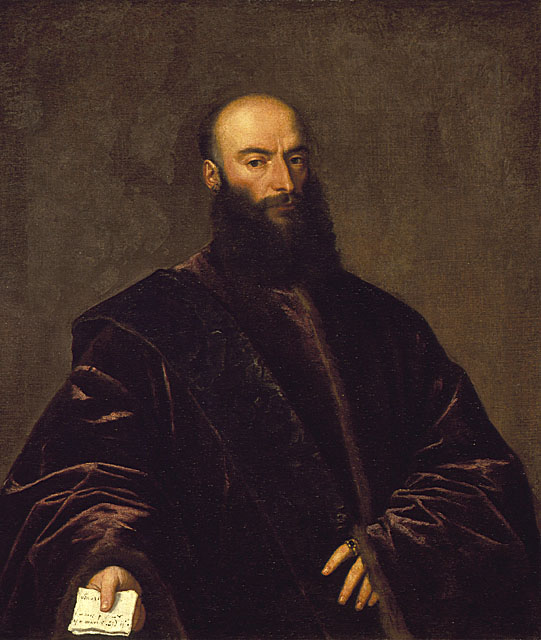
«Портрет Якопо Дольфіна», 1531, Музей мистецтв округу Лос-Анджелес

## Тіціан у Римі

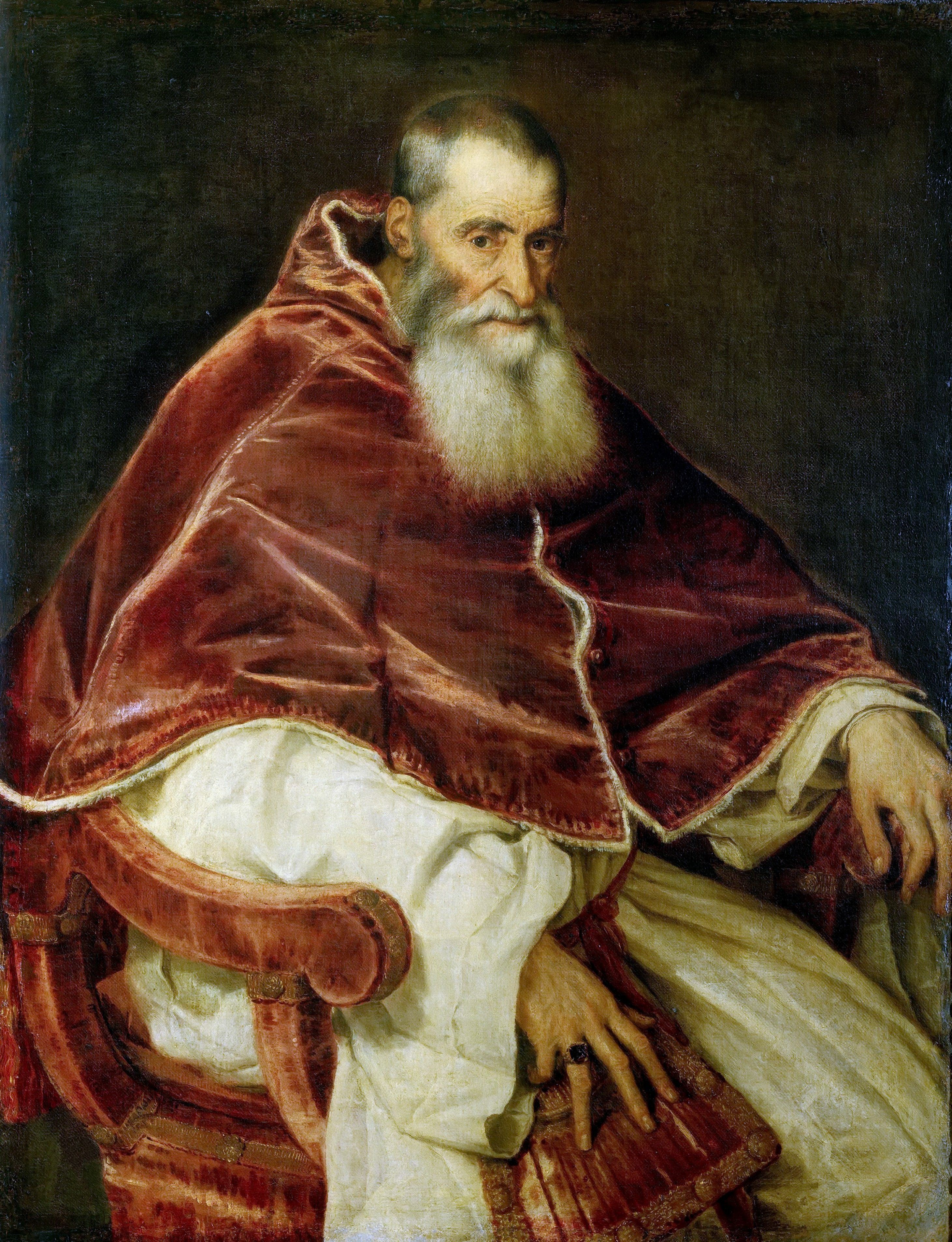
Портрет папи Павла III, Тіціан.

Відвідав Тіціан і Рим. До зустрічі готувалися обидві сторони. Адже римські художники чули про видатного майстра з Венеції, і, навіть, бачили декілька його картин.
Гідом по Риму Тіціану слугував сам Джорджо Вазарі. Візит майстру зробив і Мікеланджело Буонаротті. Похвалив стримано у вічі. За очі сказав, що у Венеції погано роблять малюнки. От і Тіціан (аби добре малював), був би найкращим з майстрів.
Пізніше науковці умовно розділять митців на малювальників (майже всі флорентійці — від Леонардо да Вінчі) та венеційців, що працювали в манері кольорових плям. Тіціан якраз представник венеційського способу. Це й помітив прискіпливий Мікеланджело.
Але Тіціан був задоволеним. Його вітав сам папа римський Павло ІІІ і позував для власних портретів. А, головне, платив добре.

### Родина
Тіціан був одруженим, мав родину. Дружину звали Цецилія Сольдано. Їх зв'язували досить міцні почуття, бо після її передчасної смерті Тіціан цілий рік перебував у депресії і не брався за пензлі. Тіціан викликав з П'єве ді Кадоре сестру, що виховувала дітей і правила в оселі.
Родина мала трьох дітей, синів Помпоніо і Хораціо, дочку Лавінію. Помпоніо виявився гульвісою, витрачав великі гроші і довго докучав батькові і всій родині. Тіціан багато робив, аби приборкати невдалого сина, знаходив йому посади, давав гроші. Відносини з Хораціо були спокійнішими. Хораціо знаходив з батьком спільну мову, сам був художником і допомагав батькові в роботі. Він помер за життя батька від чуми. Втіхою була дочка Лавінія. Вона вийшла заміж і старий Тіціан побачив онучку. Лавінія померла при пологах. Наприкінці життя Тіціан став самотнім.

### Пізні картини
Темперамент та могутні почуття не полишали художника до останніх років життя. Слабшав зір, він більше хворів, і його картини втратили чіткі контури та локальні фарби. Поверхня картин наче тонула в мареві майже хаотичних мазків, народжуючи якусь нову художню дійсність, неспокійну, тривожну, філософськи заглиблену. Замовники сприймали ці твори за незавершені і дорікали старому майстру. Але той сердився та відповідав: «Тіціан — завершив! Завершив!» Правоту майстра зрозуміють три століття потому, коли художня манера попередників імпресіоністів та їх самих з Франції переможно закрокує всім світом.

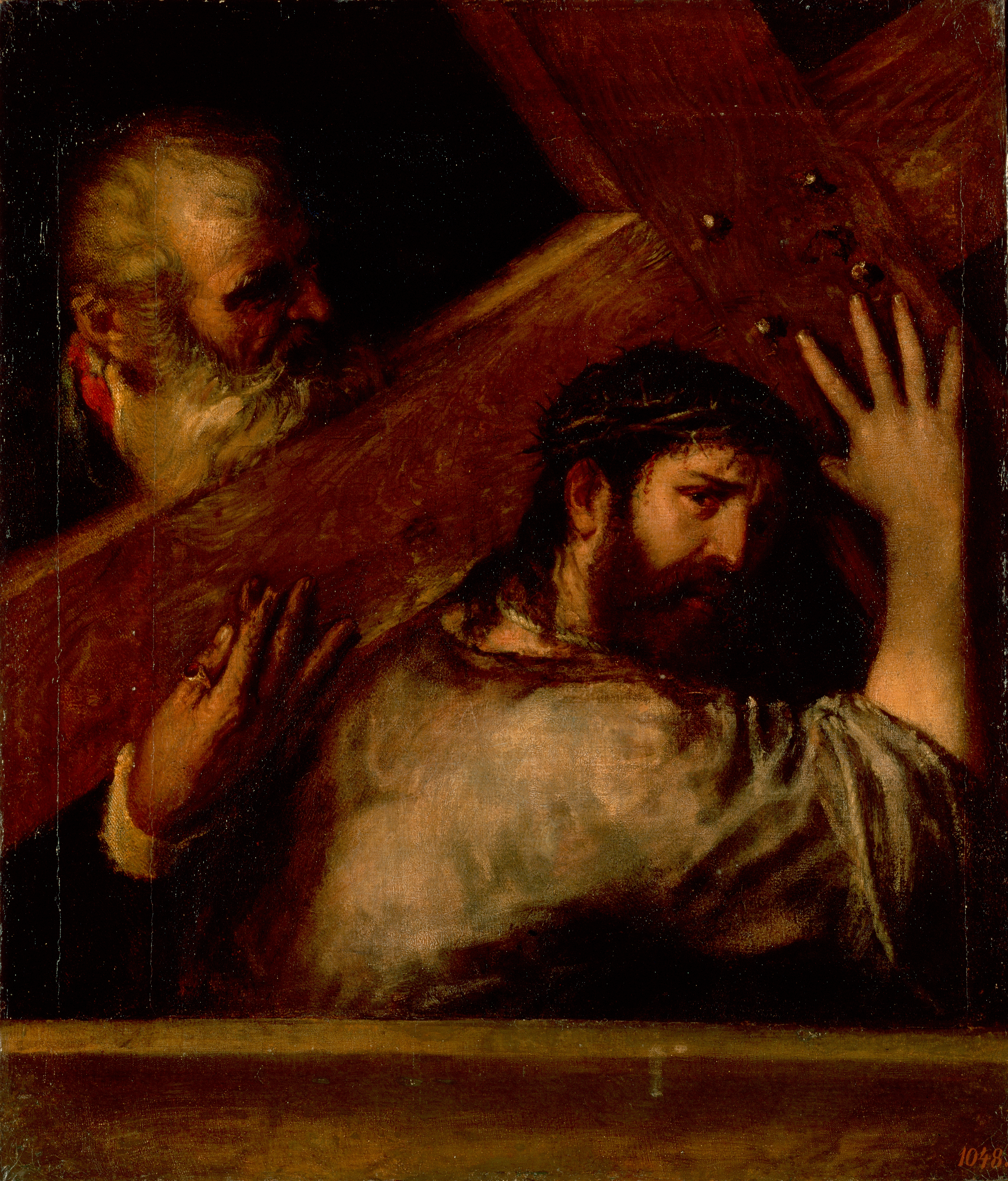
Шлях на Голгофу
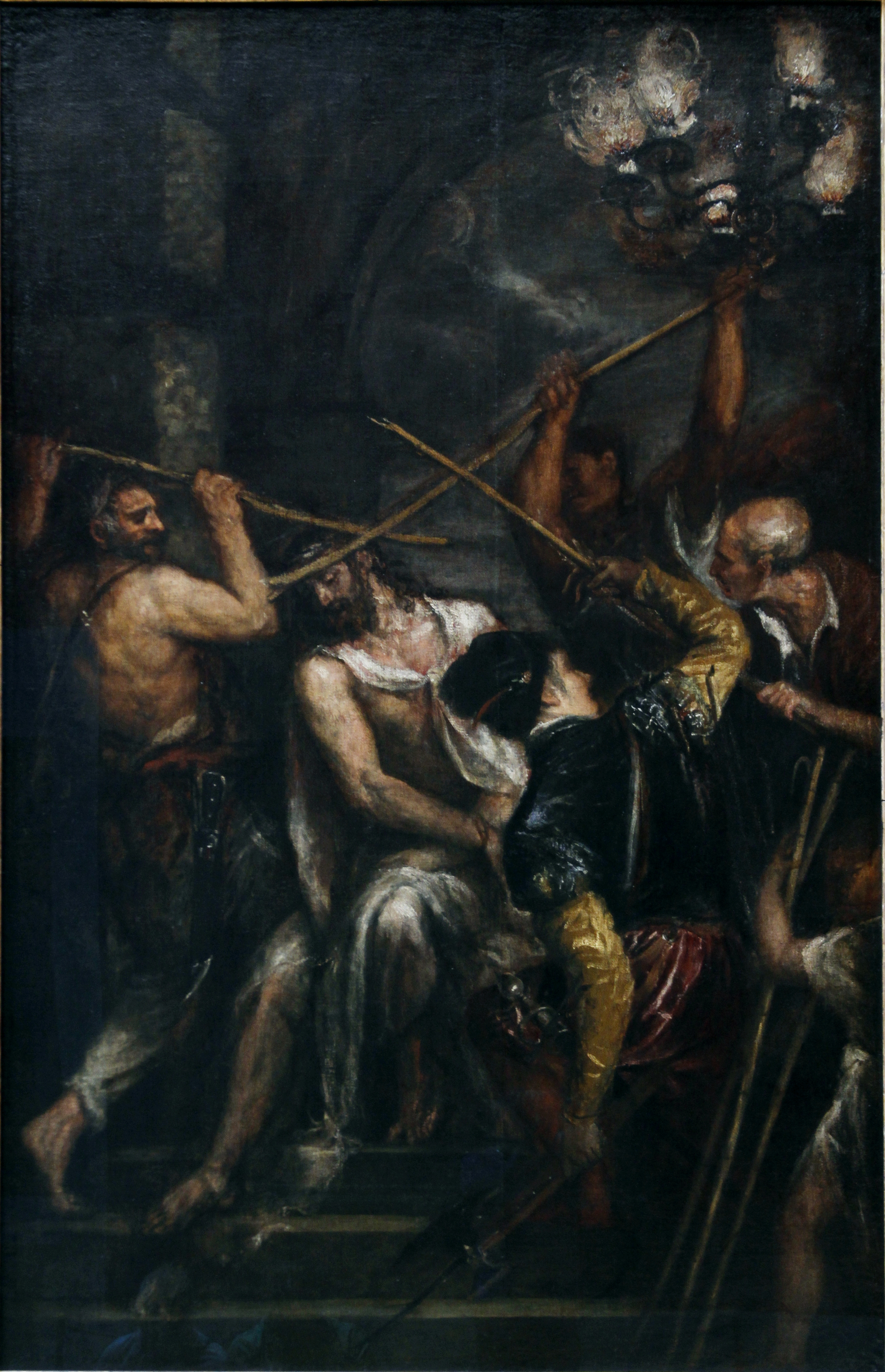
Коронування терновим вінцем, Мюнхен
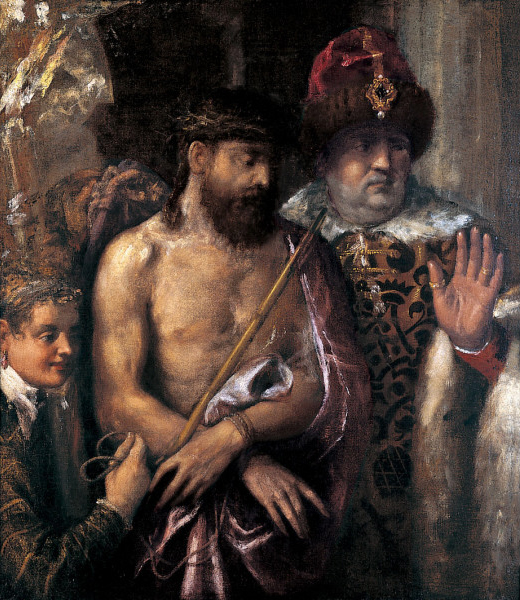
Христос перед народом
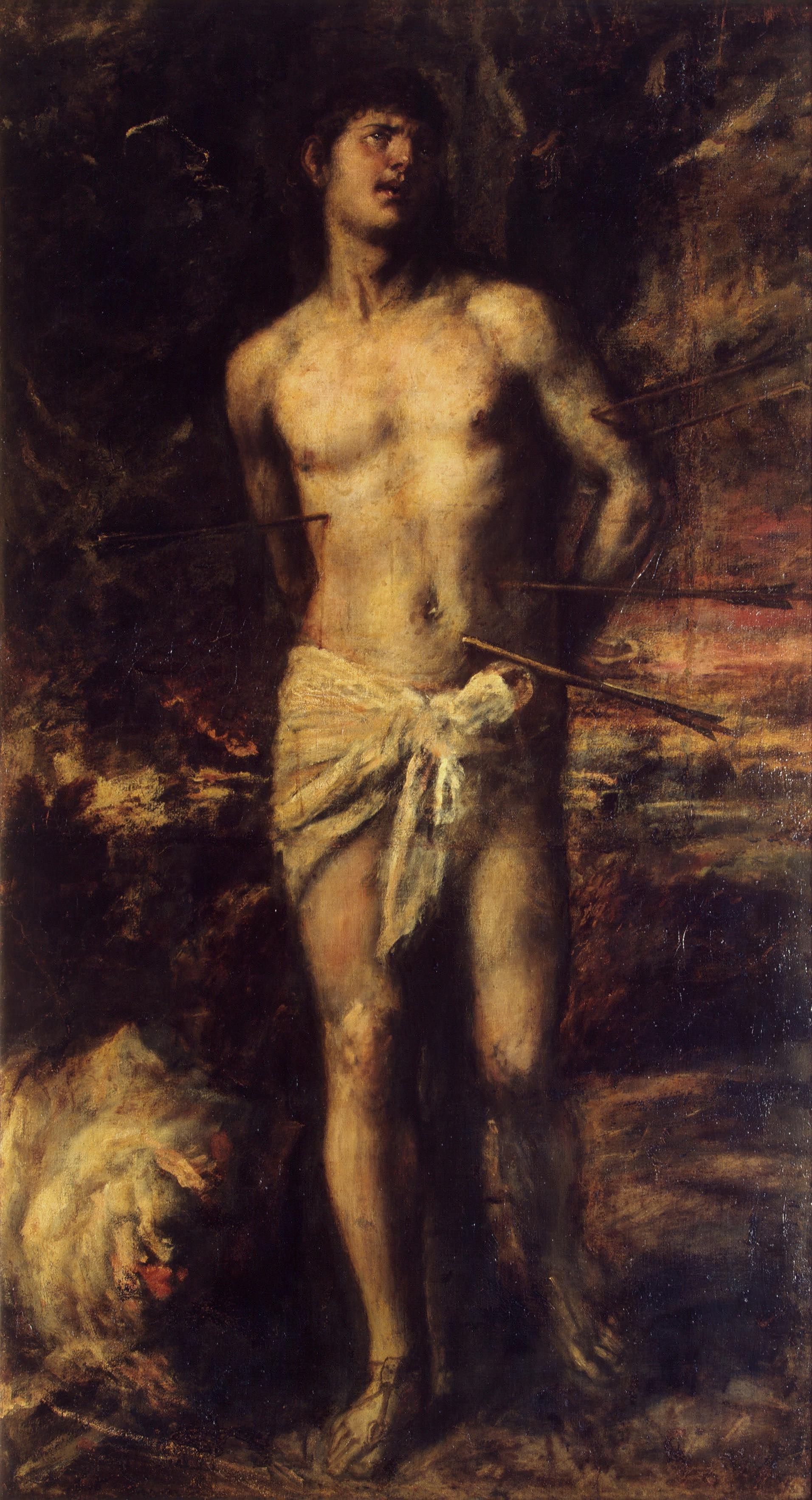
Святий Себастьян (Тіціан)

### Смерть

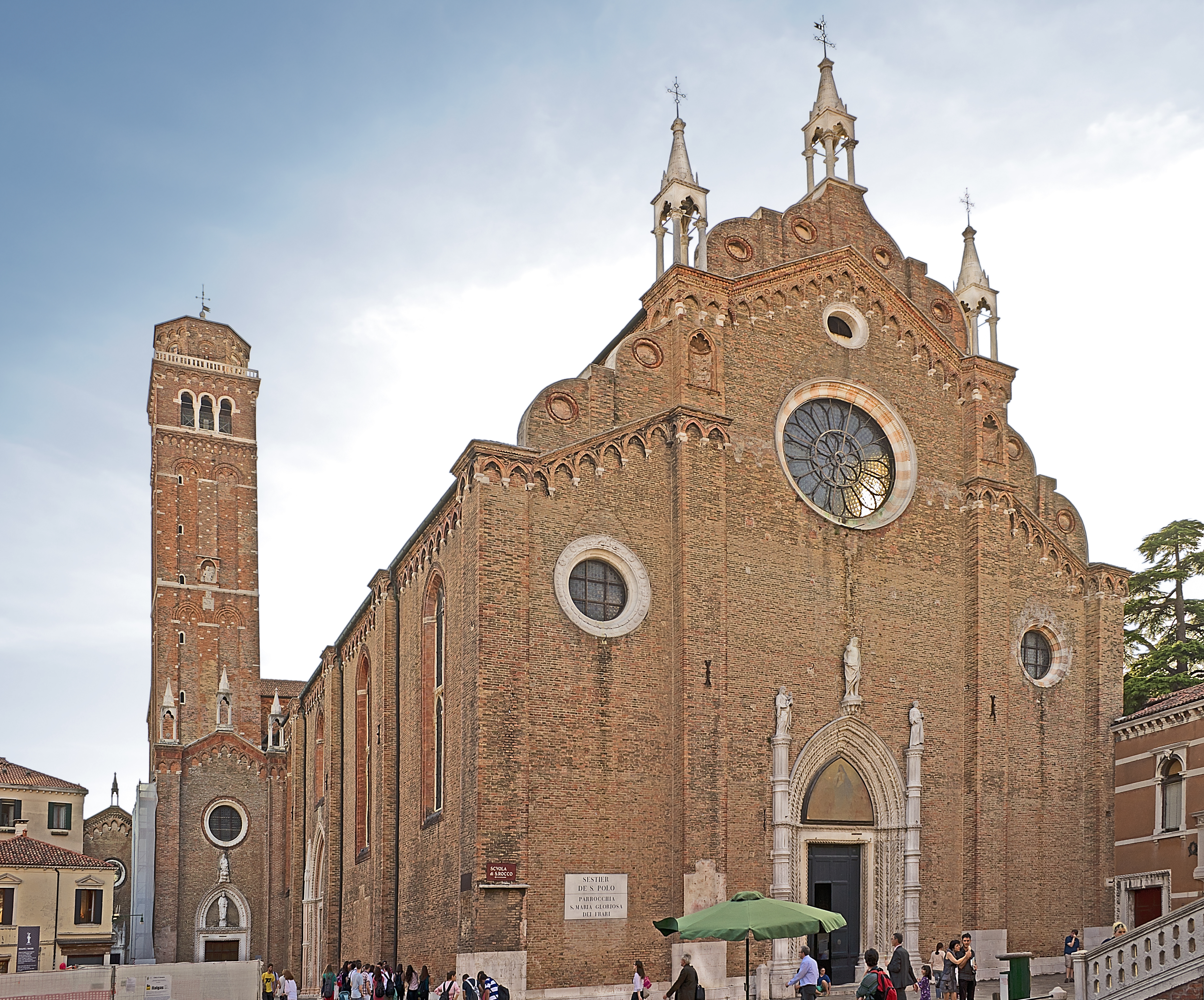
Санта-Марія Глоріоза деі Фрарі

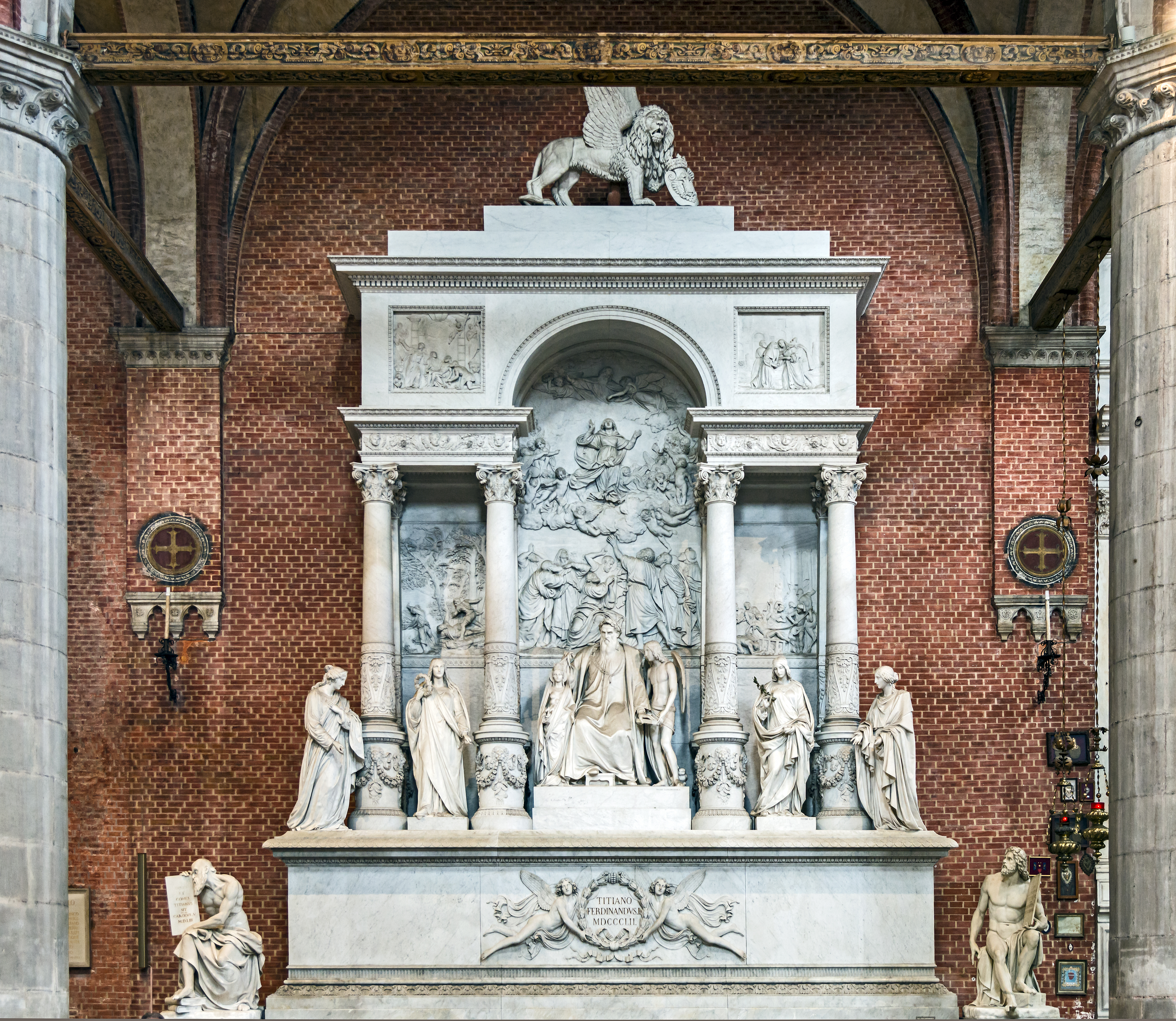
Могила Тиціана у Венеції.

Останній рік життя він хворів. Часто усамітнювався. Існує думка, що Тіціан помер від чуми, що вирувала тоді у Венеції. Померлих від цієї пошесті у Венеції забороняли ховати в церкві. Для Тіціана зробили виняток. Його поховали в Соборі Санта-Марія Глоріоза деї Фрарі.
Тіціан, як й Джорджоне, не закінчив свою останню картину «Оплакування Христа», яку він призначав для власного надгробка. Її завершив Джакомо Пальма Молодший, якого попросили домалювати фон. Він залишив на картині напис: «Пальма шанобливо закінчив те, що Тіціан залишив незакінченим».

## Деякі твори
Докладніше: Список картин Тіціана
Докладніше:
- Слов'янка
- Браво
- Портрет графа Антоніо Порча
- Портрет Рануччо Фарнезе
- Циганська Мадонна
- Німфа і пастух
- Вознесіння Діви Марії
- Любов небесна і любов земна
- Динарій кесаря
- Жінка перед дзеркалом
- Венера Урбінська
- Каяття Марії Магдалини

## Історіографи Тіціана
Життя Тіціана приваблювало багатьох. Його талант і фінансовий успіх зачіпали. Про нього писав скандальний приятель П'єтро Аретіно (1492—1556) в листах і оповіданнях про живописців. Але пов'язаний з майстром грошовими інтересами, більше ховав, ніж висвітлював. Дещо знав про Тіціана і Джорджо Вазарі (1511—1574), що подав біографію майстра в своїх «Життєписах». Але і Вазарі знав не все і не в повному обсязі. Третім історіографом був Лодовіко Дольче (1508—1568). Однак білих плям в його життєписах не поменшало, а багато чого залишилося невідомим.

## Посмертна слава
- У П'єве ді Кадоре встановили пам'ятник художнику.
- Італійський банк випустив в обіг банкноту в 20 000 лір з автопортретом Тіціана і гравюрою з картини «Любов земна і небесна».
- Картини майстра можна бачити на поштових марках різних країн.

## Галерея

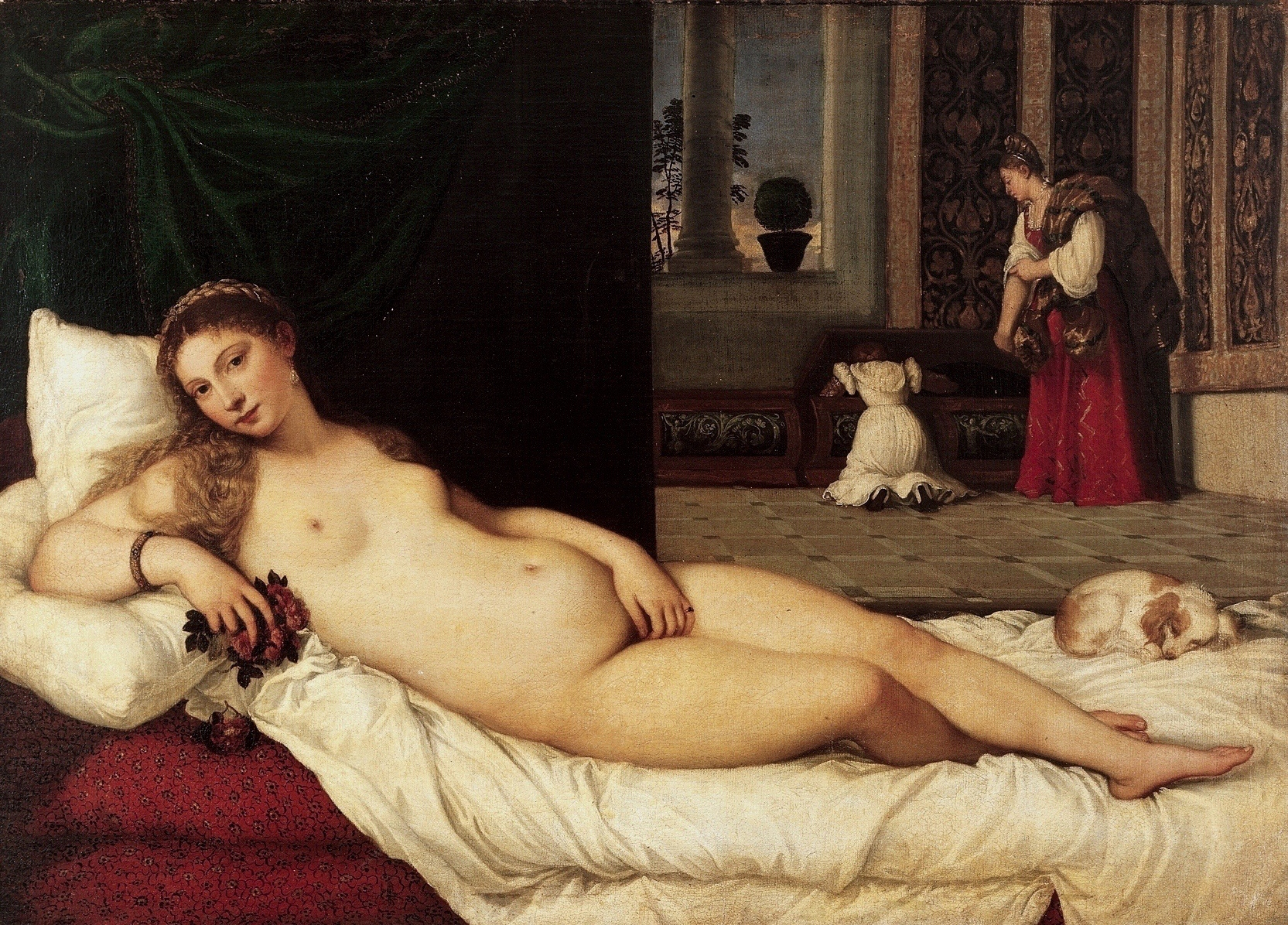
Венера Урбінська
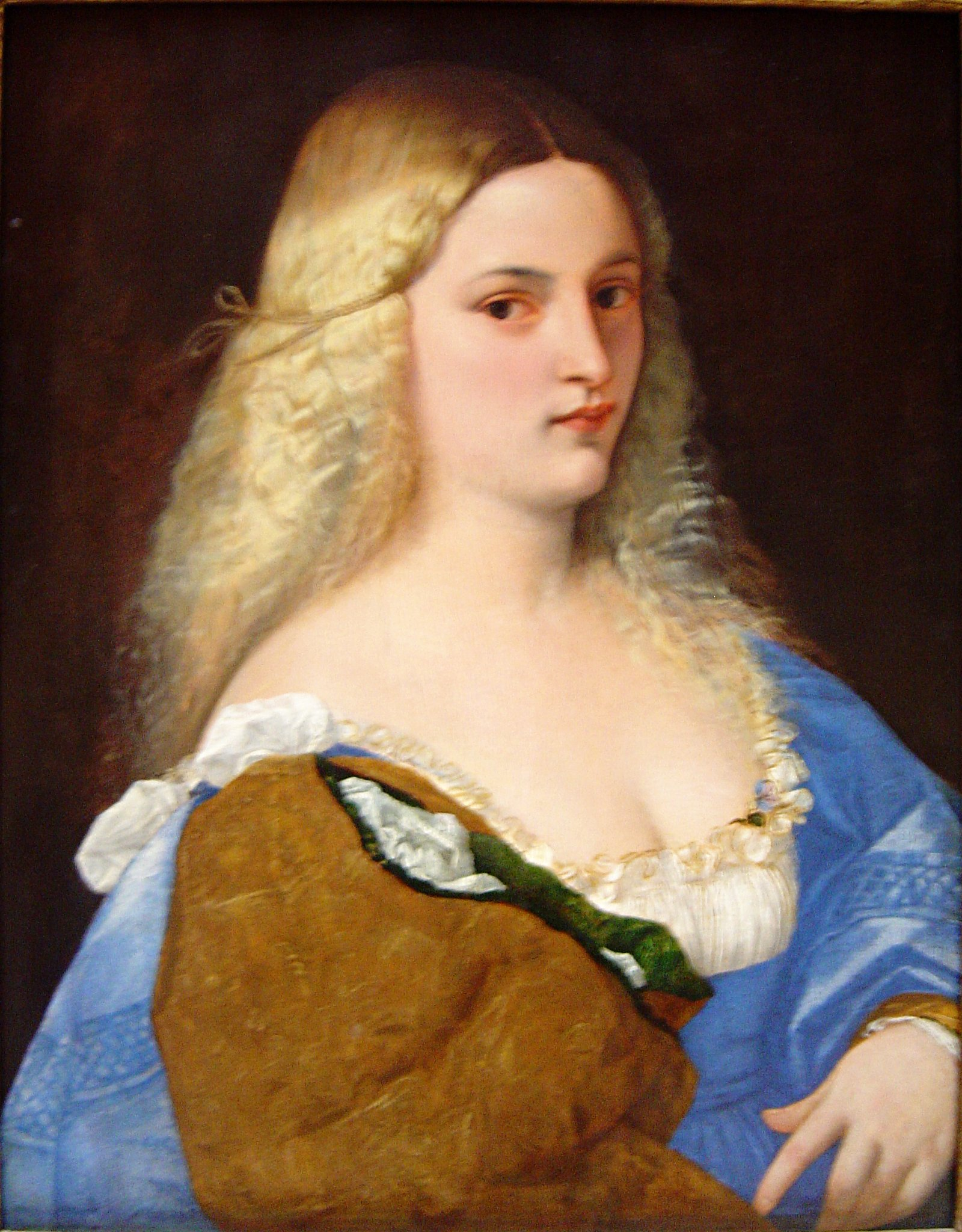
«Віоланта», Музей історії мистецтв, Відень
«Циганська мадонна», бл. 1511/12. Музей історії мистецтв, Відень.
«Богоматір в смутку»
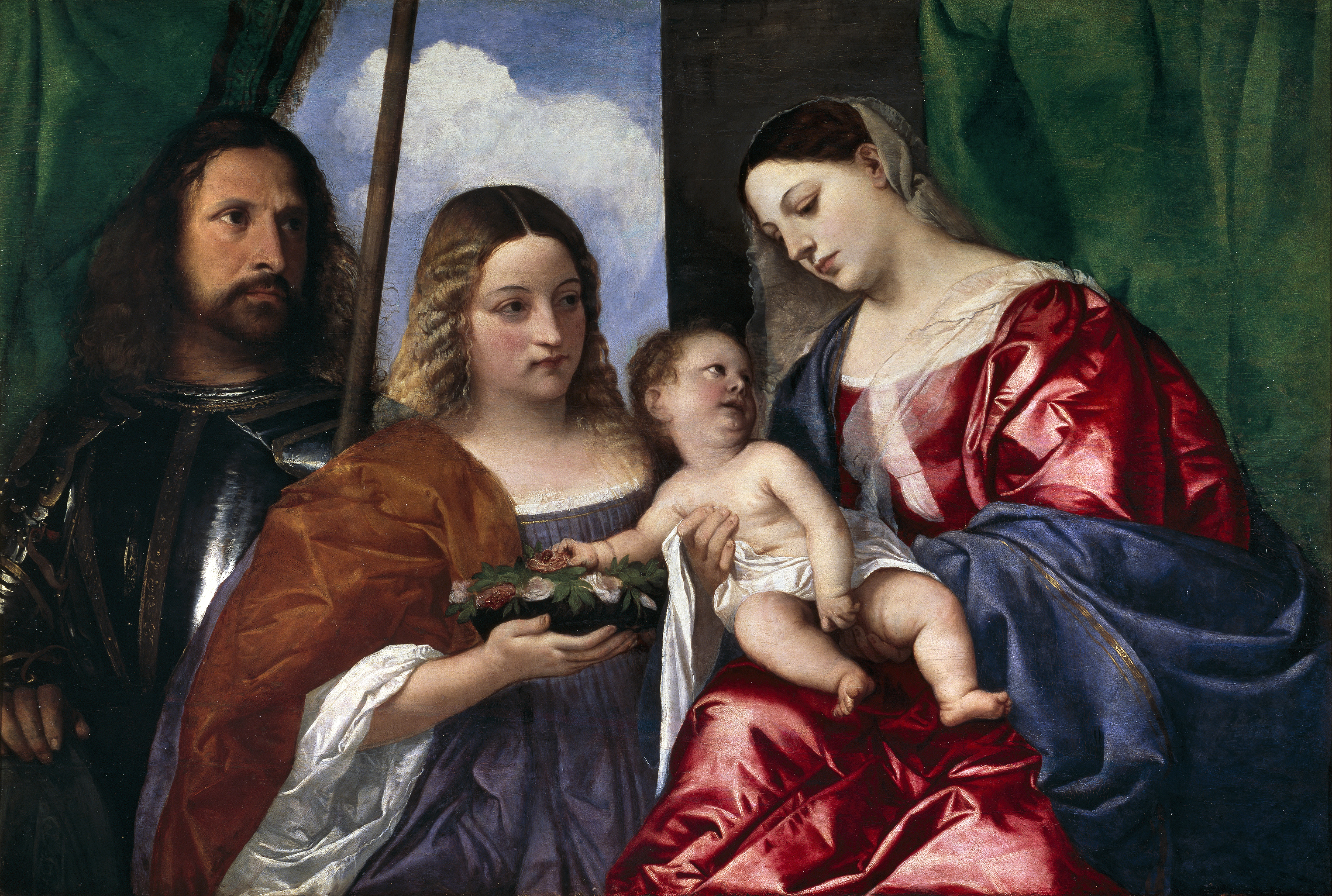
«Св. Георгій, Св. Доротея і мадонна з немовлям», бл. 1516 р., Музей Прадо, Мадрид
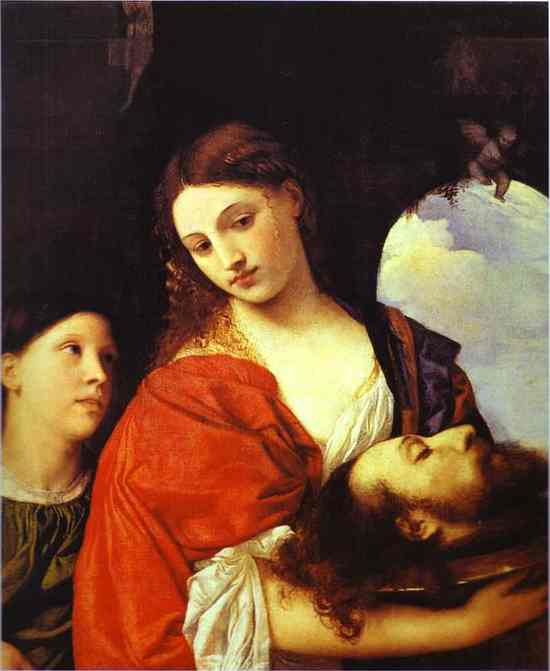
«Саломея з відрубаною головою Івана Хрестителя»
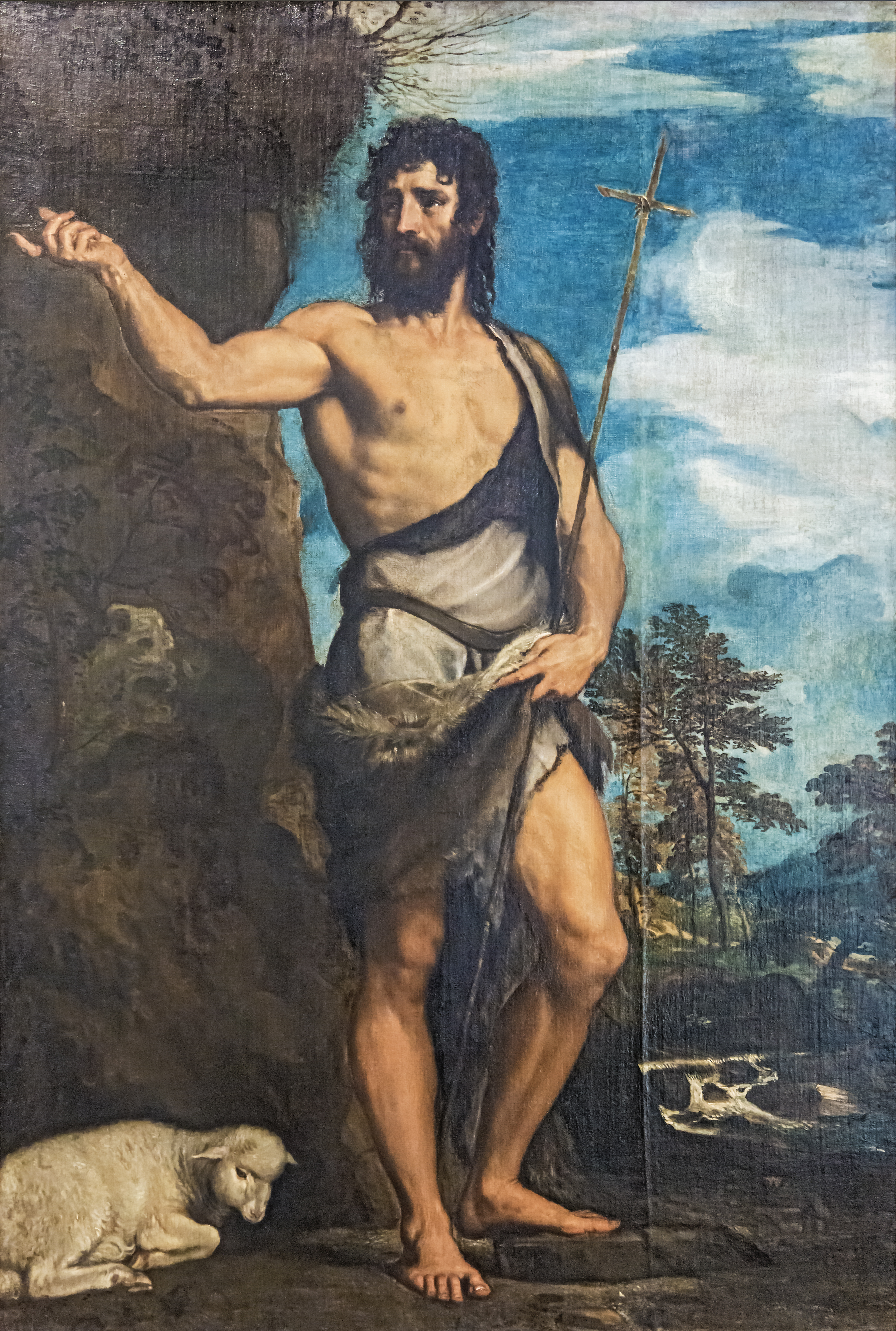
«Іван Хреститель»
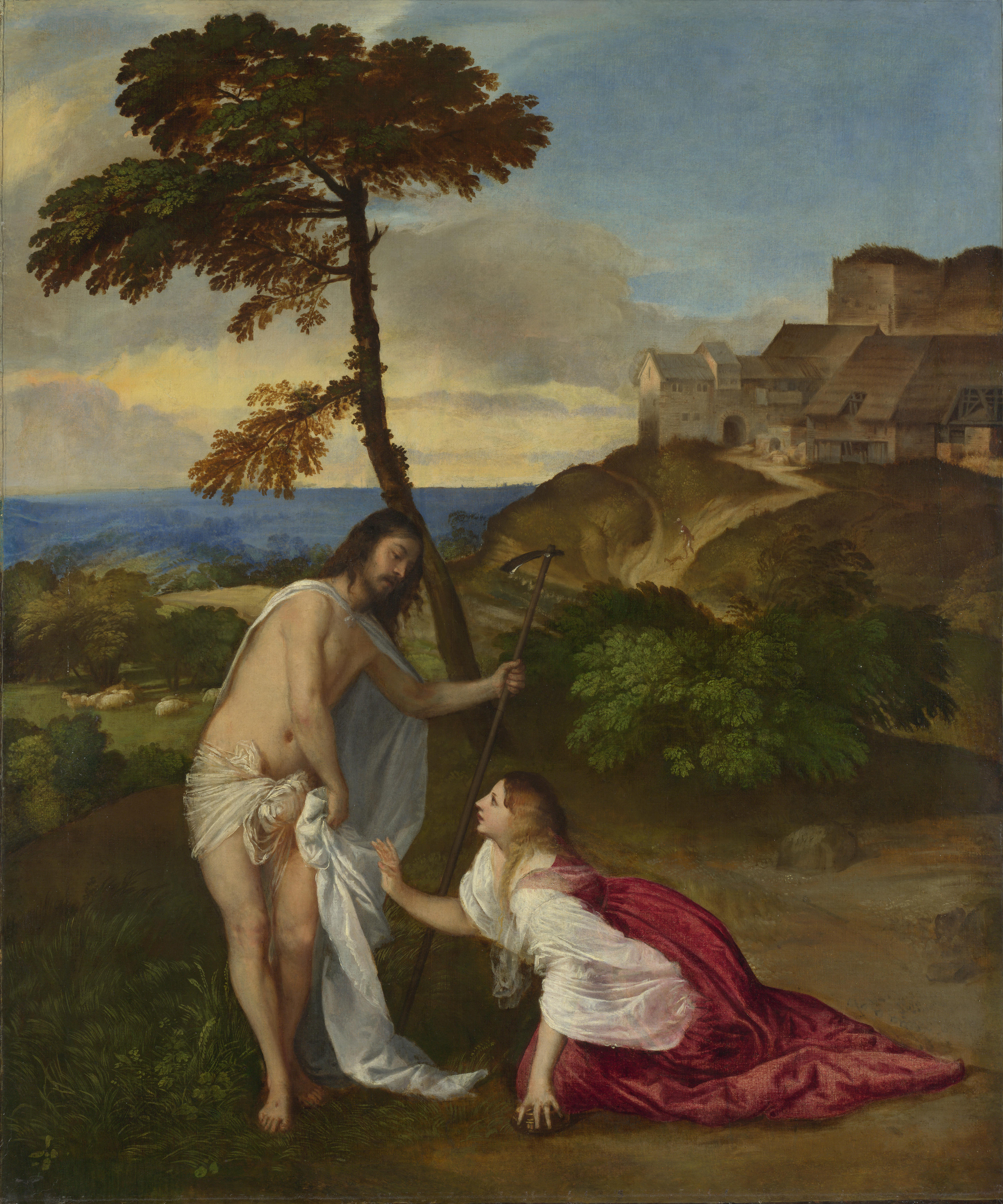
Noli me tangere(Не торкайся мене, Христос і Марія Магдалина)
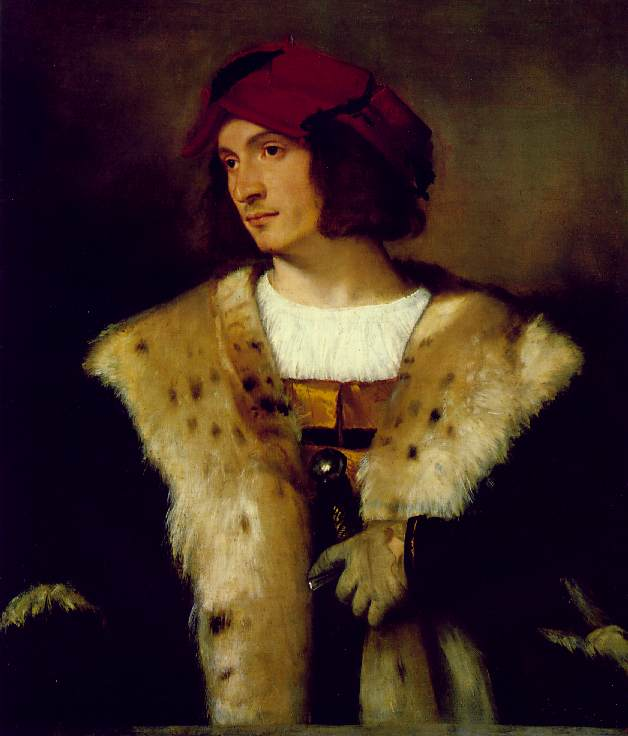
«Невідомий з червоним капелюхом»,Колекція Фріка
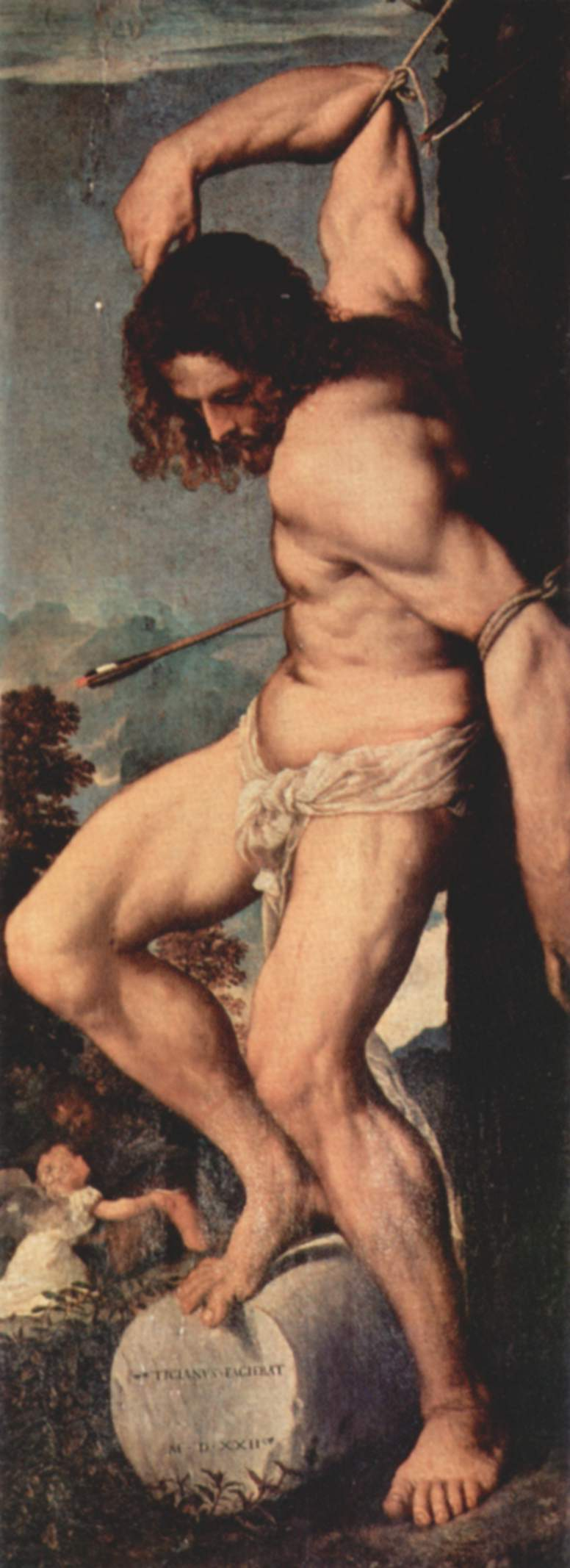
«Святий Себастьян»
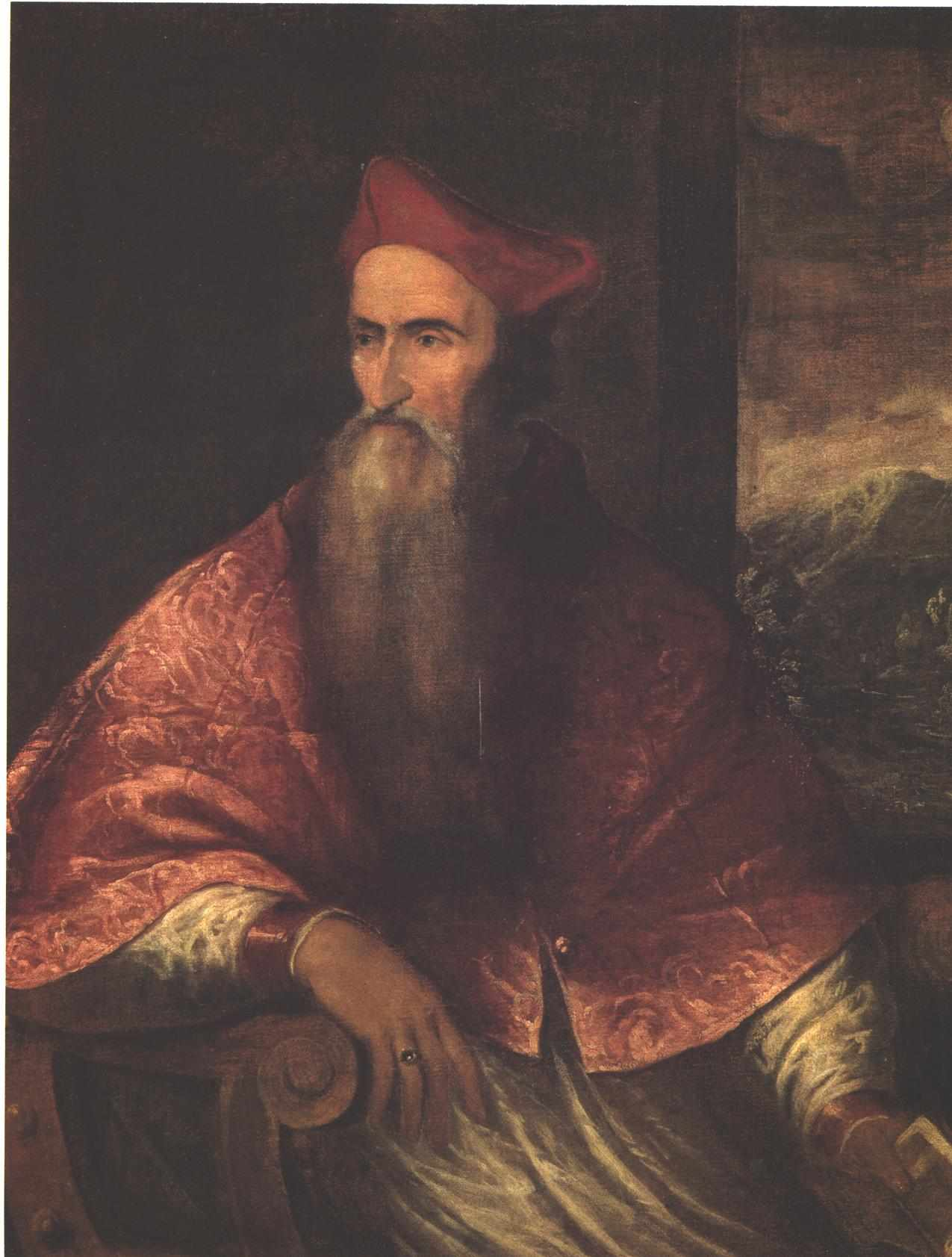
Карлинал П'єтро Бембо»
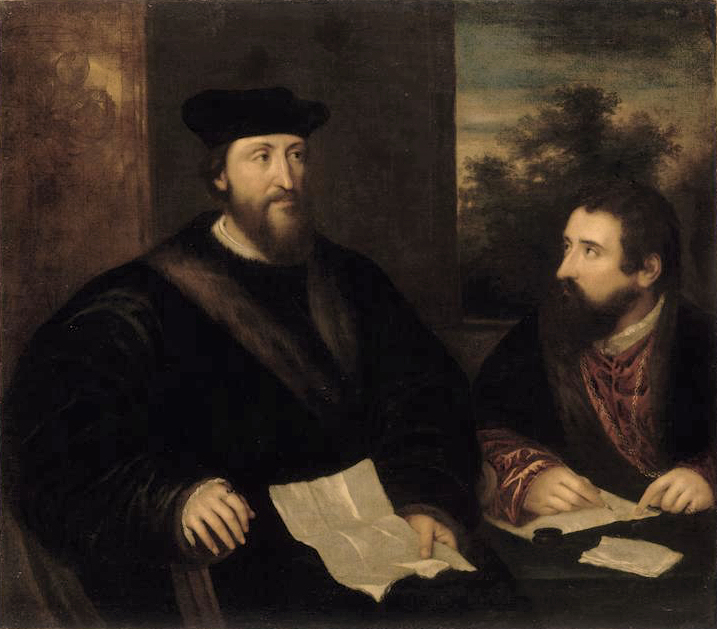
«Французький кардинал Жорж д'Арманьяк»
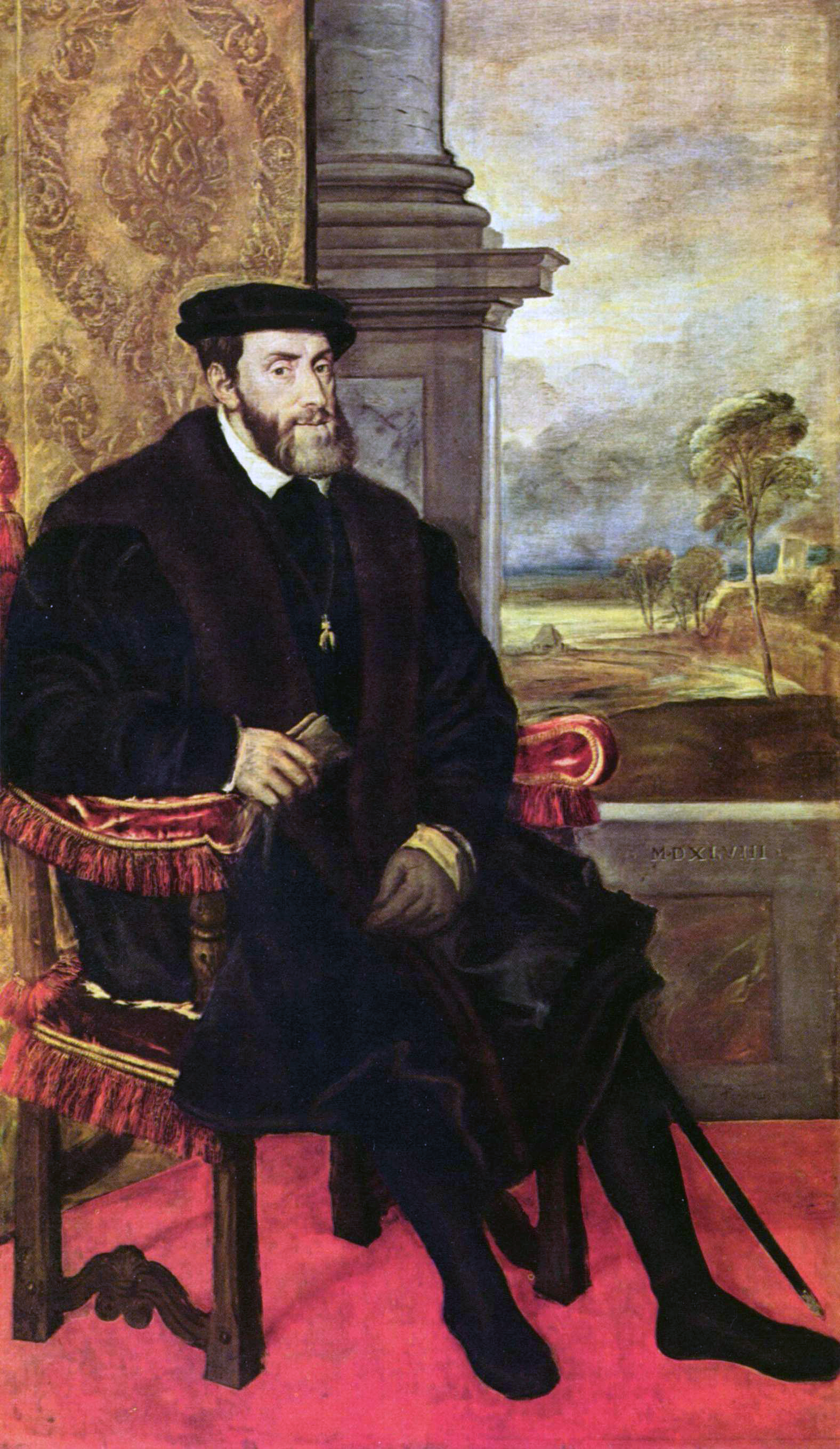
«Карл V в кріслі»
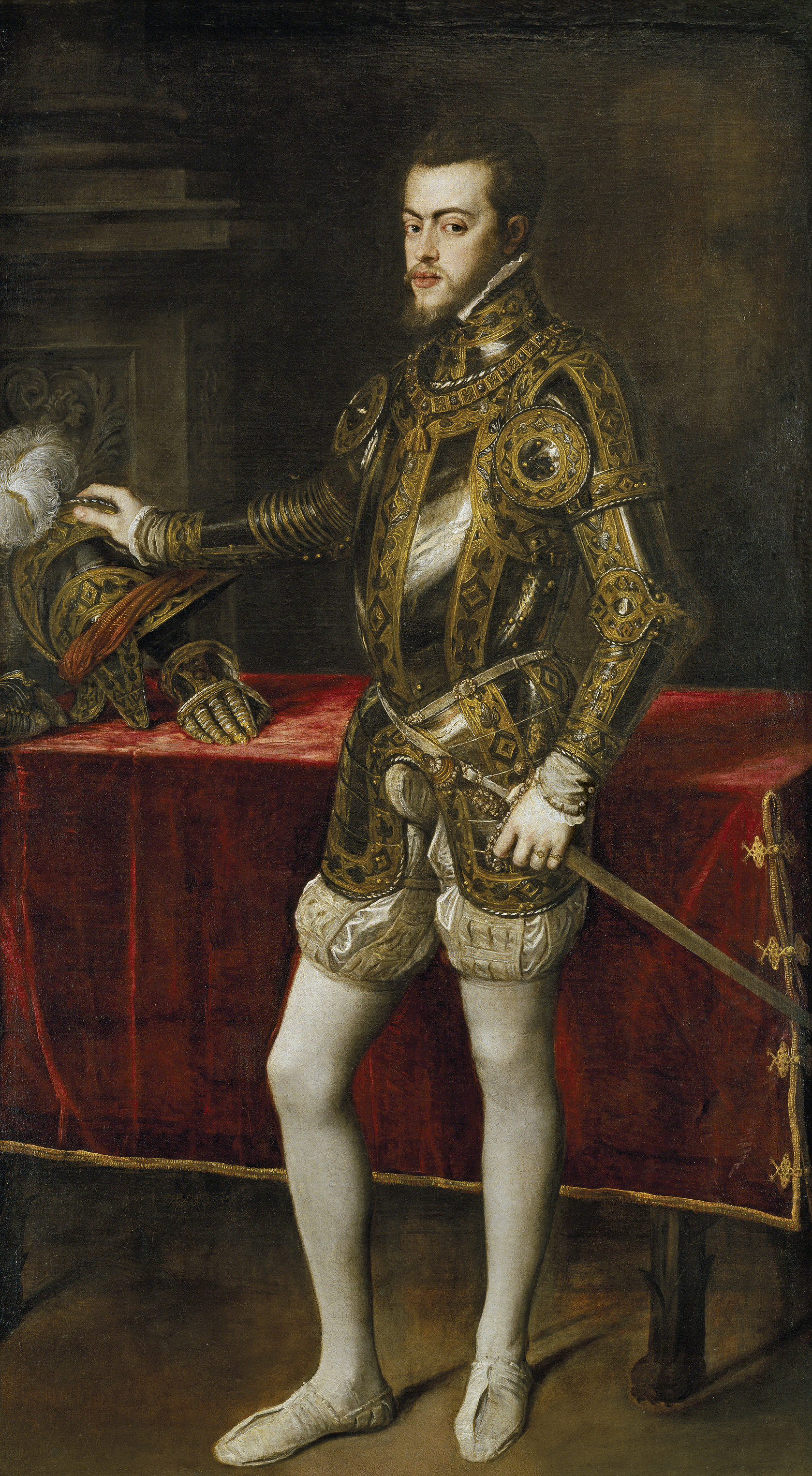
«Філіп ІІ», 1551, Музей Прадо, Мадрид.
Елеонора Гонзага
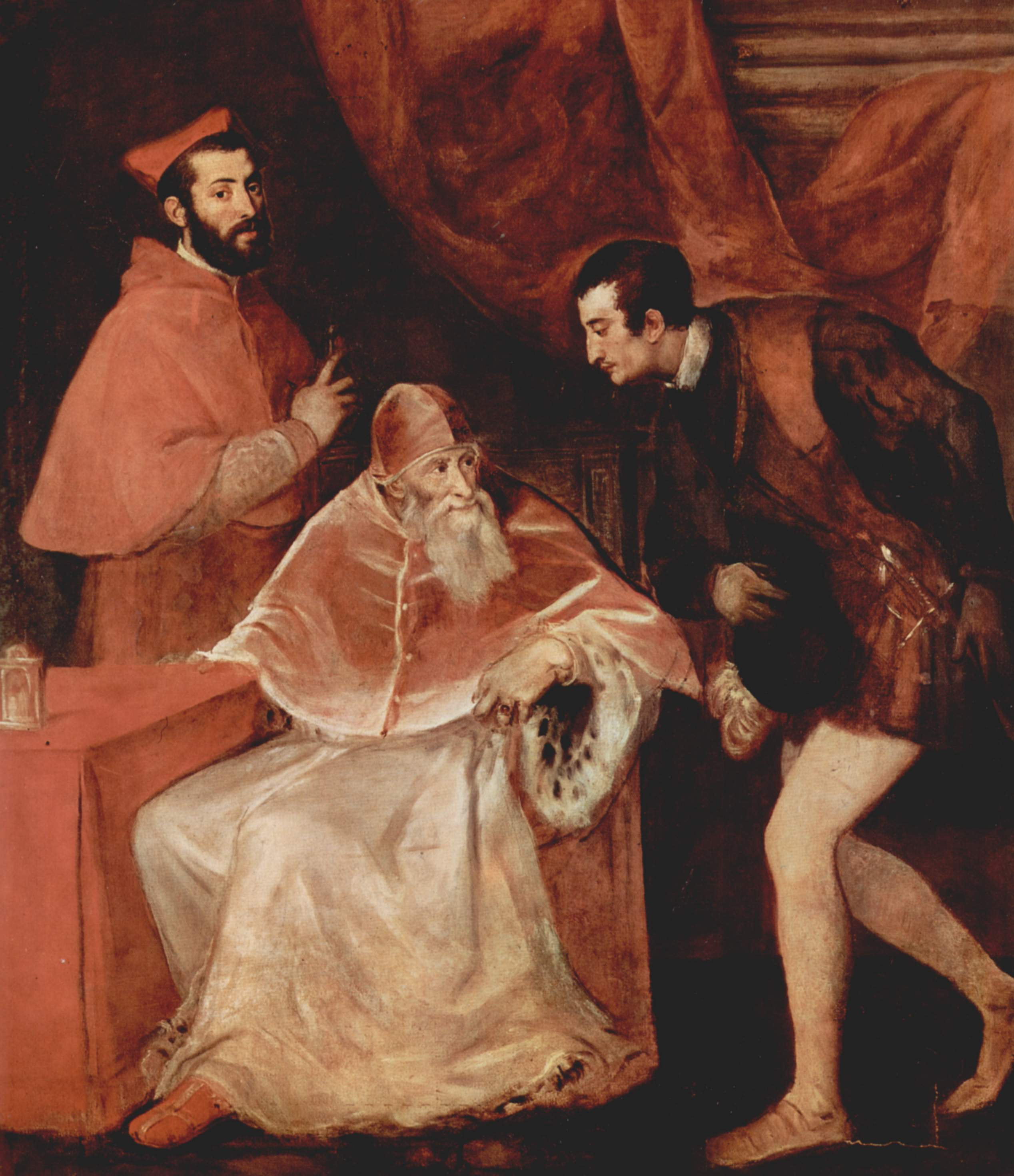
папа Павло III з кардиналом Алессандро Фарнезе та князем Оттавіо Фарнезе.
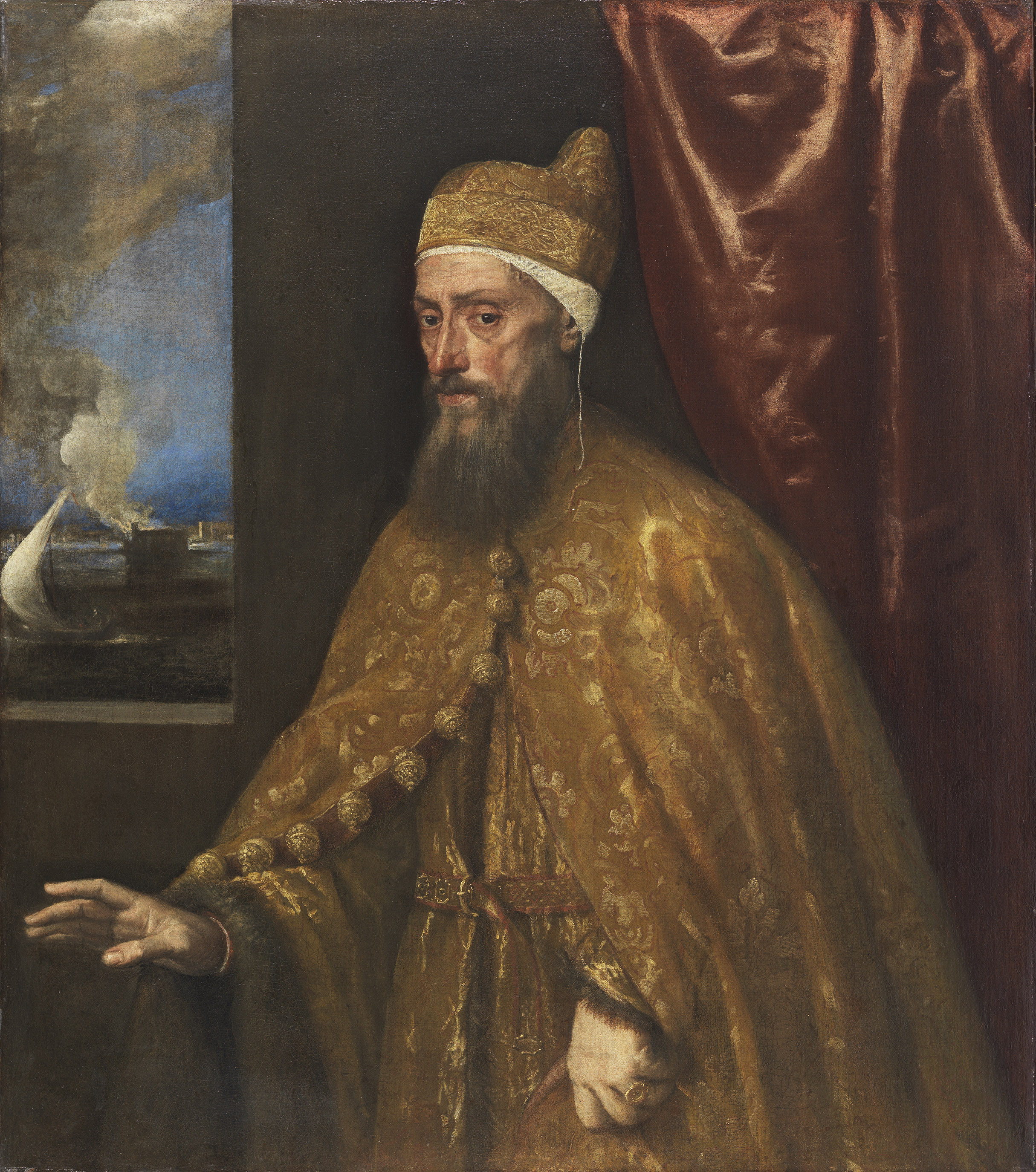
Дож Франческо Веньєр
Дож Андреа Грітті
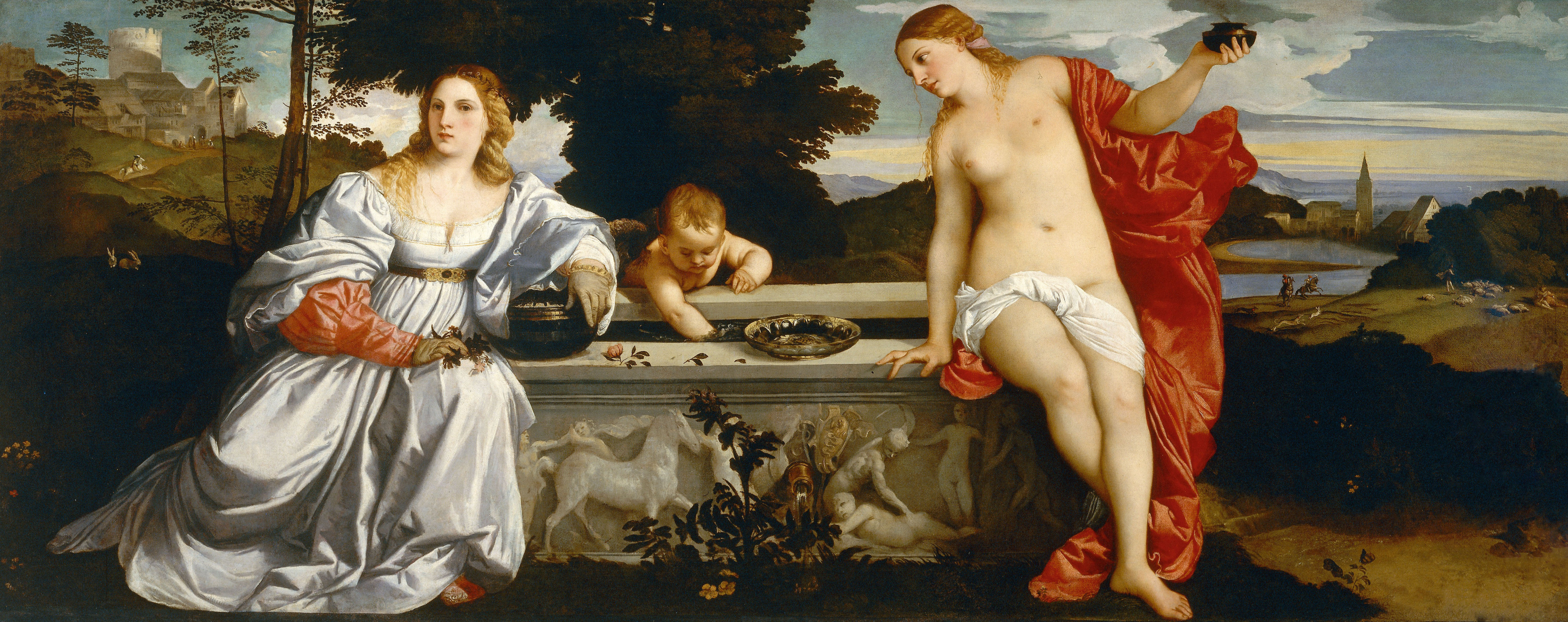
Любов небесна і Любов земна